# Lijst van kraters op de Maan
Deze lijst van kraters op de Maan bevat een opsomming van de kraters op de Maan en hun eponiem. Zie de pagina van een individuele krater voor meer details.

## Sommige grotere inslagkraters
Locaties en diameters van enkele grote inslagkraters op de voorkant van de maan:

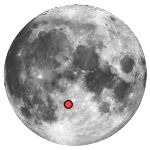
Albategnius (131 km)
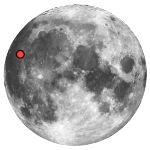
Aristarchus (40 km)
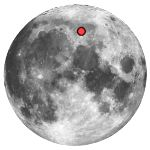
Aristoteles (88 km)
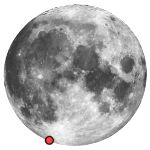
Bailly (301 km)
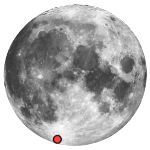
Clavius (231 km)
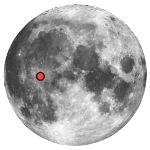
Copernicus (96 km)
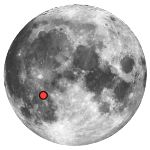
Fra Mauro (97 km)
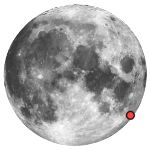
Humboldt (199 km)
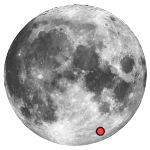
Janssen (201 km)
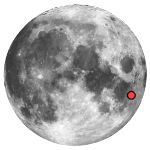
Langrenus (132 km)
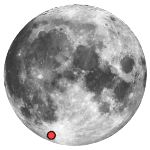
Longomontanus (146 km)
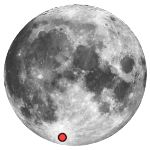
Maginus (156 km)
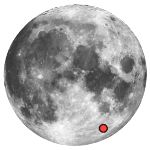
Metius (84 km)
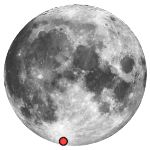
Moretus (114 km)
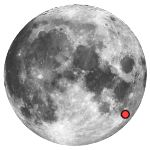
Petavius (184 km)
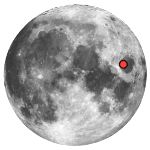
Picard (22 km)
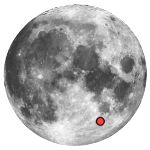
Piccolomini (88 km)
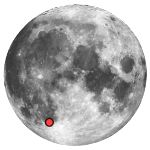
Pitatus (101 km)
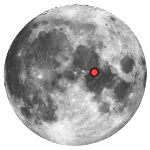
Plinius (41 km)
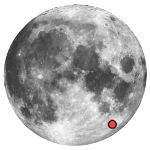
Rheita (71 km)
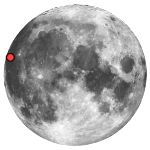
Russell (103 km)
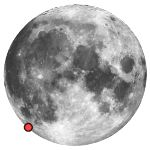
Schickard (212 km)
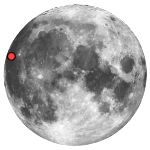
Seleucus (45 km)
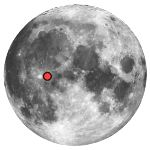
Stadius (68 km)
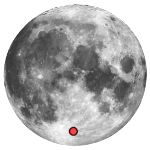
Stöfler (130 km)
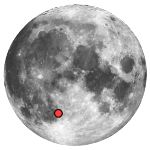
Thebit (55 km)
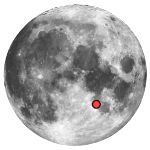
Theophilus (99 km)
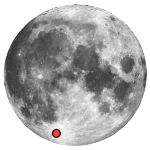
Tycho (85 km)
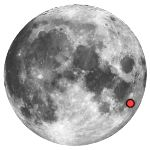
Vendelinus (141 km)
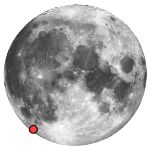
Wargentin (85 km)

## A
| Krater        | Diameter | Eponiem                                          |
| ------------- | -------- | ------------------------------------------------ |
| Abbe          | 66 km    | Ernst Abbe (1840–1905)                           |
| Abbot         | 10 km    | Charles Greeley Abbot (1872–1973)                |
| Abel          | 122 km   | Niels Henrik Abel (1802–1829)                    |
| Abenezra      | 42 km    | Abraham ibn Ezra (1092–1167)                     |
| Abetti        | 1,5 km   | Antonio Abetti (1846–1928)                       |
| Abetti        | 1,5 km   | Giorgio Abetti (1882–1982)                       |
| Abul Wáfa     | 55 km    | Abul Wafa (940–998)                              |
| Abulfeda      | 65 km    | Ismael Abul-fida (1273–1331)                     |
| Acosta        | 13 km    | Cristobal Acosta (1515–1580)                     |
| Adams         | 66 km    | John Couch Adams (1819–1892)                     |
| Adams         | 66 km    | Charles Hitchcock Adams (1868–1951)              |
| Adams         | 66 km    | Walter Sydney Adams (1876–1956)                  |
| Aepinus       | 17,5 km  | Franz Aepinus (1724–1802)                        |
| Agatharchides | 48 km    | Agatharchides (?-circa 150 BC)                   |
| Agrippa       | 44 km    | Agrippa (92 AD)                                  |
| Airy          | 36 km    | George Biddell Airy (1801–1892)                  |
| Aitken        | 135 km   | Robert Aitken (1864–1951)                        |
| Akis          | 2 km     | (Griekse vrouwennaam)                            |
| Alan          | 2 km     | (Keltische mannelijke naam)                      |
| Al-Bakri      | 12 km    | Abu Abdullah al-Bakri (1010–1094)                |
| Albategnius   | 114 km   | al-Batani (850–929)                              |
| Al-Biruni     | 77 km    | Al-Biruni (973–1048)                             |
| Alden         | 104 km   | Harold Alden (1890–1964)                         |
| Alder         | 77 km    | Kurt Alder (1902–1958)                           |
| Aldrin        | 3 km     | Buzz Aldrin (1930-)                              |
| Alekhin       | 70 km    | Nikolai Alekhin (1913–1964)                      |
| Alexander     | 81 km    | Alexander de Grote (356–323 BC)                  |
| Alfraganus    | 20 km    | Alfraganus (? - circa 840)                       |
| Alhazen       | 32 km    | Alhazen (987–1038)                               |
| Aliacensis    | 79 km    | Peter van Ailly (1350–1420)                      |
| Al-Khwarizmi  | 65 km    | al-Khwarizmi (? - circa 825)                     |
| Almanon       | 49 km    | Abdalla Al Mamun (786–833)                       |
| Al-Marrakushi | 8 km     | Ibn al-Banna al-Marrakushi (circa 1281 AD)       |
| Aloha         | 3 km     | (Hawaïaanse groetjes)                            |
| Alpetragius   | 39 km    | Nur ad-Din al-Bitruji (? - circa 1100)           |
| Alphonsus     | 108 km   | Alfons X van Castilië (1223–1284)                |
| Alter         | 64 km    | Dinsmore Alter (1888–1968)                       |
| Ameghino      | 9 km     | Fiorino Ameghino (1854–1911)                     |
| Amici         | 54 km    | Giovanni Battista Amici (1786–1863)              |
| Ammonius      | 8 km     | Ammonius Hermiae (? - circa 517)                 |
| Amontons      | 2 km     | Guillaume Amontons (1663–1705)                   |
| Amundsen      | 101 km   | Roald Amundsen (1872–1928)                       |
| Anaxagoras    | 50 km    | Anaxagoras (500–428 BC)                          |
| Anaximander   | 67 km    | Anaximander (circa 610–546 BC)                   |
| Anaximenes    | 80 km    | Anaximenes (585–528 BC)                          |
| Andel         | 35 km    | Karel Andel (1884–1947)                          |
| Anders        | 40 km    | William Anders (1933–2024)                       |
| Anderson      | 109 km   | John August Anderson (1876–1959)                 |
| Andersson     | 13 km    | Leif Erland Andersson (1943–1979)                |
| Andronov      | 16 km    | Aleksandr Aleksandrovich Andronov (1901–1952)    |
| Ango          | 1 km     | Afrikaanse mannennaam                            |
| Ångström      | 9 km     | Anders Jonas Ångström (1814–1874)                |
| Ann           | 3 km     | Hebreeuwse vrouwennaam                           |
| Annegrit      | 1 km     | (Duitse vrouwennaam)                             |
| Ansgarius     | 94 km    | Saint Ansgar (801–864)                           |
| Antoniadi     | 143 km   | Eugene Antoniadi (1870–1944)                     |
| Anuchin       | 57 km    | Dmitry Nikolayevich Anuchin (1843–1923)          |
| Anville       | 10 km    | Jean Baptiste Bourguignon d'Anville (1697–1782)  |
| Apianus       | 63 km    | Petrus Apianus (1495–1552)                       |
| Apollo        | 537 km   | Apollo programma                                 |
| Apollonius    | 53 km    | Apollonius van Perga (3de eeuw BC)               |
| Appleton      | 63 km    | Edward Victor Appleton (1892–1965)               |
| Arago         | 26 km    | François Arago (1786–1853)                       |
| Aratus        | 10 km    | Aratus van Soloi (circa 315–245 BC)              |
| Archimedes    | 82 km    | Archimedes (circa 287–212 BC)                    |
| Archytas      | 31 km    | Archytas (circa 428–347 BC)                      |
| Argelander    | 34 km    | Friedrich Wilhelm August Argelander (1799–1875)  |
| Ariadaeus     | 11 km    | Philipus III Arrhidaeus (? - 317 BC)             |
| Aristarchus   | 40 km    | Aristarchus van Samos (circa 310–230 BC)         |
| Aristillus    | 55 km    | Aristillus (circa 280 BC)                        |
| Aristoteles   | 87 km    | Aristoteles (384–322 BC)                         |
| Arminski      | 26 km    | Franciszek Arminski (1789–1848)                  |
| Armstrong     | 4 km     | Neil Armstrong (1930–2012)                       |
| Arnold        | 94 km    | Christoph Arnold (1650–1695)                     |
| Arrhenius     | 40 km    | Svante Arrhenius (1859–1927)                     |
| Artamonov     | 60 km    | Nikolaj Artamonov (1906–1965)                    |
| Artem'ev      | 67 km    | Vladimir Artemyev (1885–1962)                    |
| Artemis       | 2 km     | Artemis                                          |
| Artsimovich   | 8 km     | Lev Artsimovitsj (1909–1973)                     |
| Aryabhata     | 22 km    | Aryabhata (476-circa 550)                        |
| Arzachel      | 96 km    | Arzachel (circa 1028–1087)                       |
| Asada         | 12 km    | Asada Goryu (1734–1799)                          |
| Asclepi       | 42 km    | Giuseppe Asclepi (1706–1776)                     |
| Ashbrook      | 156 km   | Joseph Ashbrook (1918–1980)                      |
| Aston         | 43 km    | Francis William Aston (1877–1945)                |
| Atlas         | 87 km    | Atlas (mythologie)                               |
| Atwood        | 29 km    | George Atwood (1745–1807)                        |
| Autolycus     | 39 km    | Autolycus van Pitane (circa 360 BC-circa 290 BC) |
| Auwers        | 20 km    | Arthur Auwers (1838–1915)                        |
| Auzout        | 32 km    | Adrien Auzout (1622–1691)                        |
| Avery         | 9 km     | Oswald Avery (1877–1955)                         |
| Avicenna      | 74 km    | Avicenna (980–1037)                              |
| Avogadro      | 139 km   | Amedeo Avogadro (1776–1856)                      |
| Azophi        | 47 km    | Abd-al-Rahman Al Sufi (903–986)                  |

## B
| Krater        | Diameter | Eponiem                                                |
| ------------- | -------- | ------------------------------------------------------ |
| Baade         | 55 km    | Walter Baade (1893–1960)                               |
| Babakin       | 20 km    | Georgij N. Babakin (1914–1971)                         |
| Babbage       | 143 km   | Charles Babbage (1792–1871)                            |
| Babcock       | 99 km    | Harold D. Babcock (1882–1968)                          |
| Back          | 35 km    | Ernst Emil Alexander Back (1881–1959)                  |
| Backlund      | 75 km    | Oskar Backlund (1846–1916)                             |
| Baco          | 69 km    | Roger Bacon (circa 1214-circa 1294)                    |
| Baillaud      | 89 km    | Benjamin Baillaud (1848–1934)                          |
| Bailly        | 287 km   | Jean Sylvain Bailly (1736–1793)                        |
| Baily         | 26 km    | Francis Baily (1774–1844)                              |
| Balandin      | 12 km    | Aleksei Aleksandrovich Balandin (1898–1967)            |
| Balboa        | 69 km    | Vasco Núñez de Balboa (1475–1519)                      |
| Baldet        | 55 km    | Fernand Baldet (1885–1964)                             |
| Ball          | 41 km    | William Ball (?–1690).                                 |
| Balmer        | 138 km   | Johann Jakob Balmer (1825–1898)                        |
| Banachiewicz  | 92 km    | Tadeusz Banachiewicz (1882–1954)                       |
| Bancroft      | 13 km    | Wilder Dwight Bancroft (1867–1953)                     |
| Banting       | 5 km     | Frederick Banting (1891–1941)                          |
| Barbier       | 66 km    | Daniel Barbier (1907–1965)                             |
| Barkla        | 42 km    | Charles Glover Barkla (1877–1944)                      |
| Barnard       | 105 km   | Edward Emerson Barnard (1857–1923)                     |
| Barocius      | 82 km    | Francesco Barocius (1570)                              |
| Barringer     | 68 km    | Daniel Moreau Barringer (1860–1929)                    |
| Barrow        | 92 km    | Isaac Barrow (1630–1677)                               |
| Bartels       | 55 km    | Julius Bartels (1899–1964)                             |
| Bawa          | 1 km     | Afrikaanse mannennaam                                  |
| Bayer         | 47 km    | Johann Bayer (1572–1625)                               |
| Beals         | 48 km    | Carlyle Smith Beals (1899–1979)                        |
| Beaumont      | 53 km    | Léonce Élie de Beaumont (1798–1874)                    |
| Becquerel     | 65 km    | Henri Becquerel (1852–1908)                            |
| Becvár        | 67 km    | Antonin Becvar (1901–1965)                             |
| Beer          | 9 km     | Wilhelm Beer (1797–1850)                               |
| Behaim        | 55 km    | Martin Behaim (1459–1507)                              |
| Beijerinck    | 70 km    | Martinus Willem Beijerinck (1851–1931)                 |
| Beketov       | 8 km     | Nikolay Nikolayevich Beketov (1827–1911)               |
| Béla          | 11 km    | slavische vrouwelijke naam                             |
| Bel'kovich    | 214 km   | Igor Vladimirovich Bel'kovich (1904–1949)              |
| Bell          | 86 km    | Alexander Graham Bell (1847–1922)                      |
| Bellinsgauzen | 63 km    | Fabian Gottlieb von Bellingshausen (1778–1852)         |
| Bellot        | 17 km    | Joseph René Bellot (1826–1853)                         |
| Belopol'skiy  | 59 km    | Aristarkh Belopolsky (1854–1934)                       |
| Belyaev       | 54 km    | Pavel Beljajev (1925–1970)                             |
| Benedict      | 14 km    | Francis Gano Benedict (1870–1957)                      |
| Bergman       | 21 km    | Torbern Olof Bergman (1735–1784)                       |
| Bergstrand    | 43 km    | Carl Östen Emanuel Bergstrand (1873–1948)              |
| Berkner       | 86 km    | Lloyd Viel Berkner (1905–1967)                         |
| Berlage       | 92 km    | Hendrik Petrus Berlage (1896–1968)                     |
| Bernoulli     | 47 km    | Jacques Bernoulli (1654–1705)                          |
| Bernoulli     | 47 km    | Jean Bernoulli (1667–1748)                             |
| Berosus       | 74 km    | Berosus the Chaldean (unknown-circa 250 BC)            |
| Berzelius     | 50 km    | Jöns Jakob Berzelius (1779–1848)                       |
| Bessarion     | 10 km    | Johannes Bessarion (circa 1369–1472)                   |
| Bessel        | 15 km    | Friedrich Wilhelm Bessel (1784–1846)                   |
| Bettinus      | 71 km    | Mario Bettinus (1582–1657)                             |
| Bhabha        | 64 km    | Homi Jehangir Bhabha (1909–1966)                       |
| Bianchini     | 38 km    | Francesco Bianchini (1662–1729)                        |
| Biela         | 76 km    | Wilhelm Von Biela (1782–1856)                          |
| Bilharz       | 43 km    | Theodore Maximilian Bilharz (1825–1862)                |
| Billy         | 45 km    | Jacques de Billy (1602–1679)                           |
| Bingham       | 33 km    | Hiram Bingham III (1875–1956)                          |
| Biot          | 12 km    | Jean-Baptiste Biot (1774–1862)                         |
| Birkeland     | 82 km    | Olaf Kristian Birkeland (1867–1917)                    |
| Birkhoff      | 345 km   | George D. Birkhoff (1884–1944)                         |
| Birmingham    | 92 km    | John Birmingham (1816–1884)                            |
| Birt          | 16 km    | William Radcliffe Birt (1804–1881)                     |
| Bi Sheng      | 55 km    | Bi Sheng (990–1051)                                    |
| Bjerknes      | 48 km    | Vilhelm Frimann Koren Bjerknes (1862–1951)             |
| Black         | 18 km    | Joseph Black (1728–1799)                               |
| Blackett      | 141 km   | Patrick Maynard Stuart Blackett (1897–1974)            |
| Blagg         | 5 km     | Mary Adela Blagg (1858–1944)                           |
| Blancanus     | 117 km   | Giuseppe Biancani (1566–1624)                          |
| Blanchard     | 40 km    | Jean-Pierre Blanchard (1753–1809)                      |
| Blanchinus    | 61 km    | Giovanni Bianchini (1458)                              |
| Blazhko       | 54 km    | Sergei Nikolaevich Blazhko (1870–1956)                 |
| Bliss         | 20 km    | Nathaniel Bliss (1700–1764)                            |
| Bobillier     | 6 km     | Étienne Bobillier (1798–1840)                          |
| Bobone        | 31 km    | Jorge Bobone (1901–1958)                               |
| Bode          | 18 km    | Johann Elert Bode (1747–1826)                          |
| Boethius      | 10 km    | Anicius Manlius Severinus Boethius (c. 480–524)        |
| Boguslawsky   | 97 km    | Palm Heinrich Ludwig von Boguslawski (1789–1851)       |
| Bohnenberger  | 33 km    | Johann Gottlieb Friedrich von Bohnenberger (1765–1831) |
| Bohr          | 71 km    | Niels H. D. Bohr (1885–1962)                           |
| Bok           | 45 km    | Priscilla Fairfield Bok (1896–1975)                    |
| Bok           | 45 km    | Bart Jan Bok (1906–1983)                               |
| Boltzmann     | 76 km    | Ludwig E. Boltzmann (1844–1906)                        |
| Bolyai        | 135 km   | Janos Bolyai (1802–1860)                               |
| Bombelli      | 10 km    | Raphael Bombelli (1526–1572)                           |
| Bondarenko    | 30 km    | Valentin V. Bondarenko (1937–1961)                     |
| Bonpland      | 60 km    | Aimé Bonpland (1773–1858)                              |
| Boole         | 63 km    | George Boole (1815–1864)                               |
| Borda         | 44 km    | Jean Charles Borda (1733–1799)                         |
| Borel         | 4 km     | Félix Édouard Émile Borel (1871–1956)                  |
| Boris         | 10 km    | Russische mannelijke naam                              |
| Borman        | 50 km    | Frank Borman (1928-)                                   |
| Born          | 14 km    | Max Born (1882–1970)                                   |
| Bosch         | 18,6 km  | Carl Bosch (1874–1940)                                 |
| Boscovich     | 46 km    | Ruder Boškovic (1711–1787)                             |
| Bose          | 91 km    | Jagadish Chandra Bose (1858–1937)                      |
| Boss          | 47 km    | Lewis Boss (1846–1912)                                 |
| Bouguer       | 22 km    | Pierre Bouguer (1698–1758)                             |
| Boussingault  | 142 km   | Jean-Baptiste Boussingault (1802–1887)                 |
| Bowditch      | 40 km    | Nathaniel Bowditch (1773–1848)                         |
| Bowen         | 8 km     | Ira Sprague Bowen (1898–1973)                          |
| Boyle         | 57 km    | Robert Boyle (1627–1691)                               |
| Brackett      | 8 km     | Frederick Sumner Brackett (1896–1988)                  |
| Bragg         | 84 km    | William Henry Bragg (1862–1942)                        |
| Brashear      | 55 km    | John Alfred Brashear (1840–1920)                       |
| Braude        | 10,5 km  | Semion Braude (1911–2003)                              |
| Brayley       | 14 km    | Edward William Brayley (1801–1870)                     |
| Bredikhin     | 59 km    | Fedor Aleksandrovich Bredikhin (1831–1904)             |
| Breislak      | 49 km    | Scipione Breislak (1748–1826)                          |
| Brenner       | 97 km    | Leo Brenner (1855–1928)                                |
| Brewster      | 10 km    | David Brewster (1781–1868)                             |
| Brianchon     | 134 km   | Charles Julien Brianchon (1783–1864)                   |
| Bridgman      | 80 km    | Percy Williams Bridgman (1882–1961)                    |
| Briggs        | 37 km    | Henry Briggs (1561–1630)                               |
| Brisbane      | 44 km    | Sir Thomas Brisbane (1770–1860)                        |
| Bronk         | 64 km    | Detlev Wulf Bronk (1897–1975)                          |
| Brouwer       | 158 km   | Dirk Brouwer (1902–1966)                               |
| Brouwer       | 158 km   | Luitzen Egbertus Jan Brouwer (1881–1968)               |
| Brown         | 34 km    | Ernest William Brown (1866–1938)                       |
| Bruce         | 6 km     | Catherine Wolfe Bruce (1816–1900)                      |
| Brunner       | 53 km    | William Otto Brunner (1878–1958)                       |
| Buch          | 53 km    | Christian Leopold von Buch (1774–1853)                 |
| Buffon        | 106 km   | Georges-Louis Leclerc, Comte de Buffon (1707–1788)     |
| Buisson       | 56 km    | Henri Buisson (1873–1944)                              |
| Bullialdus    | 60 km    | Ismaël Bullialdus (1605–1694)                          |
| Bunsen        | 52 km    | Robert Bunsen (1811–1899)                              |
| Burckhardt    | 56 km    | Johann Karl Burckhardt (1773–1825)                     |
| Bürg          | 39 km    | Johann Tobias Bürg (1766–1834)                         |
| Burnham       | 24 km    | Sherburne Wesley Burnham (1838–1921)                   |
| Büsching      | 52 km    | Anton Friedrich Büsching (1724–1793)                   |
| Butlerov      | 40 km    | Aleksandr M. Butlerov (1828–1886)                      |
| Buys-Ballot   | 55 km    | C. H. D. Buys Ballot (1817–1890)                       |
| Byrd          | 93 km    | Richard Byrd (1888–1957)                               |
| Byrgius       | 87 km    | Jost Bürgi (1552–1632)                                 |

## C
| Krater      | Diameter | Eponiem                                           |
| ----------- | -------- | ------------------------------------------------- |
| C. Herschel | 13 km    | Caroline Herschel (1750–1848)                     |
| C. Mayer    | 38 km    | Christian Mayer (1719–1783)                       |
| Cabannes    | 80 km    | Jean Cabannes (1885–1959)                         |
| Cabeus      | 98 km    | Niccolo Cabeo (1586–1650)                         |
| Cailleux    | 50 km    | Andre Cailleux (1907–1986)                        |
| Cai Lun     | 43 km    | Cai Lun (57–131)                                  |
| Cajal       | 9 km     | Santiago Ramón y Cajal (1852–1934)                |
| Cajori      | 70 km    | Florian Cajori (1859–1930)                        |
| Calippus    | 32 km    | Calippus van Cyzicus (circa 330 BC)               |
| Cameron     | 10 km    | Robert Curry Cameron (1925–1972)                  |
| Campanus    | 48 km    | Giovanni Campano (circa 1200)                     |
| Campbell    | 219 km   | Leon Campbell (1881–1951)                         |
| Campbell    | 219 km   | William Wallace Campbell (1862–1938)              |
| Cannizzaro  | 56 km    | Stanislao Cannizzaro (1826–1910)                  |
| Cannon      | 56 km    | Annie Jump Cannon (1863–1941)                     |
| Cantor      | 81 km    | Georg Cantor (1845–1918)                          |
| Cantor      | 81 km    | Moritz Cantor (1829–1920)                         |
| Capella     | 90 km    | Martianus Capella (circa 400 AD)                  |
| Capuanus    | 59 km    | Francesco Capuano Di Manfredonia (circa 1400)     |
| Cardanus    | 49 km    | Girolamo Cardano (1501–1576)                      |
| Carlini     | 10 km    | Francesco Carlini (1783–1862)                     |
| Carlos      | 4 km     | Spaanse mannelijke naam                           |
| Carmichael  | 20 km    | Leonard Carmichael (1898–1973)                    |
| Carnot      | 126 km   | Nicolas Léonard Sadi Carnot (1796–1832)           |
| Carol       | 8 km     | Latijnsen vrouwelijke naam                        |
| Carpenter   | 59 km    | James Carpenter (1840–1899)                       |
| Carpenter   | 59 km    | Edwin Francis Carpenter (1898–1963)               |
| Carrel      | 15 km    | Alexis Carrel (1873–1944)                         |
| Carrillo    | 16 km    | Nabor Carrillo Flores (1911–1967)                 |
| Carrington  | 30 km    | Richard Christopher Carrington (1826–1875)        |
| Cartan      | 15 km    | Élie J. Cartan (1869–1951)                        |
| Carver      | 59 km    | George Washington Carver (circa 1864–1943)        |
| Casatus     | 108 km   | Paolo Casati (1617–1707)                          |
| Cassegrain  | 55 km    | Laurent Cassegrain (c.1629–1693)                  |
| Cassini     | 56 km    | Giovanni Domenico Cassini (1625–1712)             |
| Cassini     | 56 km    | Jacques J. Cassini (1677–1756)                    |
| Catalán     | 25 km    | Miguel Ángel Catalán (1894–1957)                  |
| Catharina   | 104 km   | Catharina van Alexandrië (?-circa 307)            |
| Cauchy      | 12 km    | Augustin Louis Cauchy (1789–1857)                 |
| Cavalerius  | 56 km    | Buonaventura Cavalieri (1598–1647)                |
| Cavendish   | 56 km    | Henry Cavendish (1731–1810)                       |
| Caventou    | 3 km     | Joseph Bienaime Caventou (1795–1877)              |
| Cayley      | 14 km    | Arthur Cayley (1821–1895)                         |
| Celsius     | 36 km    | Anders Celsius (1701–1744)                        |
| Censorinus  | 3 km     | Censorinus (238 AD)                               |
| Cepheus     | 39 km    | Cepheus Grieks mythologische figuur               |
| Chacornac   | 51 km    | Jean Chacornac (1823–1873)                        |
| Chadwick    | 30 km    | Sir James Chadwick (1891–1974)                    |
| Chaffee     | 49 km    | Roger B. Chaffee (1935–1967)                      |
| Challis     | 55 km    | James Challis (1803–1862)                         |
| Chalonge    | 30 km    | Daniel Chalonge (1895–1977)                       |
| Chamberlin  | 58 km    | Thomas Chrowder Chamberlin (1843–1928)            |
| Champollion | 58 km    | Jean-François Champollion (1790–1832)             |
| Chandler    | 85 km    | Seth Carlo Chandler (1846–1913)                   |
| Chang Heng  | 43 km    | Zhang Heng (78–139)                               |
| Chang-Ngo   | 3 km     | Chinese godin Chang'e                             |
| Chant       | 33 km    | Clarence Augustus Chant (1865–1956)               |
| Chaplygin   | 137 km   | Sergej Alekseevich Chaplygin (1869–1942)          |
| Chapman     | 71 km    | Sydney Chapman (1888–1970)                        |
| Chappe      | 59 km    | Jean-Baptiste Chappe d'Auteroche (1728–1769)      |
| Chappell    | 80 km    | James F. Chappell (1891–1964)                     |
| Charles     | 1 km     | (Franse mannelijke naam)                          |
| Charlier    | 99 km    | Carl Charlier (1862–1934)                         |
| Chaucer     | 45 km    | Geoffrey Chaucer (circa 1340–1400)                |
| Chauvenet   | 81 km    | William Chauvenet (1820–1870)                     |
| Chawla      | 15 km    | Kalpana Chawla (1961–2003)                        |
| Chebyshev   | 178 km   | Pafnoeti Tsjebysjev (1821–1894)                   |
| Chernyshev  | 58 km    | Nikolaj Chernyshev (1906–1963)                    |
| Chevallier  | 52 km    | Temple Chevallier (1794–1873)                     |
| Ching-Te    | 4 km     | (Chinese male name)                               |
| Chladni     | 13 km    | Ernst Florens Friedrich Chladni (1756–1827)       |
| Chrétien    | 88 km    | Henri Chrétien (1870–1956)                        |
| Cichus      | 40 km    | Franceso Degli Stabili Cichus (1257–1327)         |
| Clairaut    | 75 km    | Alexis Claude Clairaut (1713–1765)                |
| Clark       | 49 km    | Alvan Clark (1804–1887)                           |
| Clark       | 49 km    | Alvan Graham Clark (1832–1897)                    |
| Clausius    | 24 km    | Rudolf Julius Emmanuel Clausius (1822–1888)       |
| Clavius     | 225 km   | Christopher Klau Clavius (1537–1612)              |
| Cleomedes   | 125 km   | Cleomedes (circa 50 BC)                           |
| Cleostratus | 62 km    | Cleostratus (circa 500 BC)                        |
| Clerke      | 6 km     | Agnes Mary Clerke (1842–1907)                     |
| Coblentz    | 33 km    | William Weber Coblentz (1873–1962)                |
| Cockcroft   | 93 km    | John Douglas Cockcroft (1897–1967)                |
| Collins     | 2 km     | Michael Collins (1930–2021)                       |
| Colombo     | 76 km    | Christopher Columbus (circa 1446–1506)            |
| Compton     | 182 km   | Arthur Holly Compton (1892–1962)                  |
| Compton     | 182 km   | Karl Taylor Compton (1887–1954)                   |
| Comrie      | 59 km    | Leslie John Comrie (1893–1950)                    |
| Comstock    | 72 km    | George Cary Comstock (1855–1934)                  |
| Condon      | 34 km    | Edward Uhler Condon (1902–1974)                   |
| Condorcet   | 74 km    | Jean Antoine, Marquis de Condorcet (1743–1794)    |
| Congreve    | 57 km    | Sir William Congreve (1772–1828)                  |
| Conon       | 21 km    | Conon van Samos (circa 260 BC)                    |
| Cook        | 46 km    | James Cook (1728–1779)                            |
| Cooper      | 36 km    | John Cobb Cooper (1887–1967)                      |
| Copernicus  | 107 km   | Nicolaus Copernicus (1473–1543)                   |
| Cori        | 65 km    | Gerty Theresa Radnitz Cori (1896–1957)            |
| Coriolis    | 78 km    | Gaspard-Gustave Coriolis (1792–1843)              |
| Couder      | 21 km    | André Couder (1897–1978)                          |
| Coulomb     | 89 km    | Charles-Augustin de Coulomb (1736–1806)           |
| Courtney    | 1 km     | Engelse vrouwelijke naam                          |
| Cremona     | 85 km    | Luigi Cremona (1830–1903)                         |
| Crile       | 9 km     | George Crile (1864–1943)                          |
| Crocco      | 75 km    | Gaetano Arturo Crocco (1877–1968)                 |
| Crommelin   | 94 km    | Andrew Claude de la Cherois Crommelin (1865–1939) |
| Crookes     | 49 km    | Sir William Crookes (1832–1919)                   |
| Crozier     | 22 km    | Francis Rawdon Moira Crozier (1796–1848)          |
| Crüger      | 45 km    | Peter Crüger (1580–1639)                          |
| Ctesibius   | 36 km    | Ctesibius van Alexandrië (circa 100 BC)           |
| Curie       | 151 km   | Pierre Curie (1859–1906)                          |
| Curtis      | 2 km     | Heber Doust Curtis (1859–1906)                    |
| Curtius     | 95 km    | Albert Curtz (1600–1671)                          |
| Cusanus     | 63 km    | Nikolaus Krebs Cusanus (1401–1464)                |
| Cuvier      | 75 km    | Georges Cuvier (1769–1832)                        |
| Cyrano      | 80 km    | Cyrano de Bergerac Savinien (1615–1655)           |
| Cyrillus    | 98 km    | Cyrillus van Alexandrië (?–444 AD)                |
| Cysatus     | 48 km    | Jean-Baptiste Cysat (1588–1657)                   |

## D
| Krater        | Diameter | Eponiem                                        |
| ------------- | -------- | ---------------------------------------------- |
| D. Brown      | 15 km    | David McDowell Brown (1956–2003)               |
| da Vinci      | 37 km    | Leonardo da Vinci (1452–1519)                  |
| Daedalus      | 93 km    | Daedalus                                       |
| Dag           | 0,5 km   | (Scandinavische mannelijke naam)               |
| Daguerre      | 46 km    | Louis Daguerre (1789–1851)                     |
| Dale          | 22 km    | Henry Hallett Dale (1875–1968)                 |
| D'Alembert    | 248 km   | Jean le Rond d'Alembert (1717–1783)            |
| Dalton        | 60 km    | John Dalton (1766–1844)                        |
| Daly          | 17 km    | Reginald Aldworth Daly (1871–1957)             |
| Damoiseau     | 36 km    | Marie Charles Theodor De Damoiseau (1768–1846) |
| Daniell       | 29 km    | John Frederic Daniell (1790–1845)              |
| Danjon        | 71 km    | André Danjon (1890–1967)                       |
| Dante         | 54 km    | Dante Alighieri (1265–1321)                    |
| Darney        | 15 km    | Maurice Darney (1882–1958)                     |
| D'Arrest      | 30 km    | Heinrich Louis d'Arrest (1822–1875)            |
| D'Arsonval    | 28 km    | Jacques-Arsène d'Arsonval (1851–1940)          |
| Darwin        | 120 km   | Charles Darwin (1809–1882)                     |
| Das           | 38 km    | Amil Kumar Das (1902–1961)                     |
| Daubrée       | 14 km    | Gabriel Auguste Daubrée (1814–1896)            |
| Davisson      | 87 km    | Clinton Joseph Davisson (1881–1958)            |
| Davy          | 34 km    | Humphry Davy (1778–1829)                       |
| Dawes         | 18 km    | William Rutter Dawes (1799–1868)               |
| Dawson        | 45 km    | Bernhard H. Dawson (1890–1960)                 |
| De Forest     | 57 km    | Lee De Forest (1873–1961)                      |
| de Gasparis   | 30 km    | Annibale de Gasparis (1819–1892)               |
| de Gerlache   | 32,4 km  | Adrien de Gerlache (1866–1934)                 |
| De La Rue     | 134 km   | Warren de la Rue (1815–1889)                   |
| De Moraes     | 53 km    | Abrahão De Moraes (1916–1970)                  |
| De Morgan     | 10 km    | Augustus De Morgan (1806–1871)                 |
| De Roy        | 43 km    | Felix De Roy (1883–1942)                       |
| De Sitter     | 64 km    | Willem de Sitter (wetenschapper) (1872–1934)   |
| De Vico       | 20 km    | Francesco de Vico (1805–1848)                  |
| De Vries      | 59 km    | Hugo de Vries (1848–1935)                      |
| Debes         | 30 km    | Ernst Debes (1840–1923)                        |
| Debus         | 20 km    | Kurt Heinrich Debus (1908–1983)                |
| Debye         | 142 km   | Peter Debye (1884–1966)                        |
| Dechen        | 12 km    | Ernst Heinrich Karl von Dechen (1800–1889)     |
| Delambre      | 51 km    | Jean Baptiste Joseph Delambre (1749–1822)      |
| Delaunay      | 46 km    | Charles-Eugène Delaunay (1816–1872)            |
| Delia         | 2 km     | Griekse vrouwelijke naam                       |
| Delisle       | 25 km    | Joseph-Nicolas Delisle (1688–1768)             |
| Dellinger     | 81 km    | John Howard Dellinger (1886–1962)              |
| Delmotte      | 32 km    | Gabriel Delmotte (1876–1950)                   |
| Delporte      | 45 km    | Eugène Joseph Delporte (1882–1955)             |
| Deluc         | 46 km    | Jean-André Deluc (1727–1817)                   |
| Dembowski     | 26 km    | Ercole Dembowski (1815–1881).                  |
| Democritus    | 39 km    | Democritus (circa 460–360 BC)                  |
| Demonax       | 128 km   | Demonax (circa 100 BC)                         |
| Denning       | 44 km    | William Frederick Denning (1848–1931)          |
| Desargues     | 85 km    | Girard Desargues (1591–1662)                   |
| Descartes     | 48 km    | René Descartes (1596–1650)                     |
| Deseilligny   | 6 km     | Jules Alfred Pierrot Deseilligny (1868–1918)   |
| Deslandres    | 256 km   | Henri-Alexandre Deslandres (1853–1948)         |
| Deutsch       | 66 km    | Armin Joseph Deutsch (1918–1969)               |
| Dewar         | 50 km    | Sir James Dewar (1842–1923)                    |
| Diana         | 1 km     | Latijnse vrouwelijke naam                      |
| Diderot       | 20 km    | Denis Diderot (1713–1784)                      |
| Dionysius     | 18 km    | St. Dionysius (AD 9–120)                       |
| Diophantus    | 17 km    | Diophantus (circa AD 300)                      |
| Dirichlet     | 47 km    | Johann Dirichlet (1805–1859)                   |
| Dobrovol'skiy | 38 km    | Georgi Dobrovolski (1928–1971)                 |
| Doerfel       | 68 km    | Georg Samuel Doerfel (1643–1688)               |
| Dollond       | 11 km    | John Dollond (1706–1761)                       |
| Donati        | 36 km    | Giovanni Battista Donati (1826–1873)           |
| Donna         | 2 km     | Italiaanse vrouwelijke naam                    |
| Donner        | 58 km    | Anders Severin Donner (1854–1938)              |
| Doppelmayer   | 63 km    | Johann Gabriel Doppelmayer (1671–1750)         |
| Doppler       | 110 km   | J. Christian Doppler (1803–1853)               |
| Douglass      | 49 km    | Andrew Ellicott Douglass (1867–1962)           |
| Dove          | 30 km    | Heinrich Wilhelm Dove (1803–1879)              |
| Draper        | 8 km     | Henry Draper (1837–1882)                       |
| Drebbel       | 30 km    | Cornelius Drebbel (1572–1634)                  |
| Dreyer        | 61 km    | John Louis Emil Dreyer (1852–1926)             |
| Drude         | 24 km    | Paul Karl Ludwig Drude (1863–1906)             |
| Dryden        | 51 km    | Hugh Latimer Dryden (1898–1965)                |
| Drygalski     | 149 km   | Erich Dagobert von Drygalski (1865–1949)       |
| Dubyago       | 51 km    | Dimitri Doebjago (1850–1918)                   |
| Dubyago       | 51 km    | Aleksandr Doebjago (1903–1959)                 |
| Dufay         | 39 km    | Jean Dufay (1896–1967)                         |
| Dugan         | 50 km    | Raymond Smith Dugan (1878–1940)                |
| Dunér         | 62 km    | Nils Christoffer Dunér (1839–1914)             |
| Dunthorne     | 15 km    | Richard Dunthorne (1711–1775)                  |
| Dyson         | 63 km    | Sir Frank Watson Dyson (1868–1939)             |
| Dziewulski    | 63 km    | Wladyslaw Dziewulski (1878–1962)               |

## E
| Krater           | Diameter | Eponiem                                              |
| ---------------- | -------- | ---------------------------------------------------- |
| Eckert           | 2 km     | Wallace John Eckert (1902–1971)                      |
| Eddington        | 118 km   | Sir Arthur Stanley Eddington (1882–1944)             |
| Edison           | 62 km    | Thomas A. Edison (1847–1931)                         |
| Edith            | 8 km     | Engelse vrouwelijke naam                             |
| Egede            | 37 km    | Hans Egede (1686–1758)                               |
| Ehrlich          | 30 km    | Paul Ehrlich (1854–1915)                             |
| Eichstadt        | 49 km    | Lorentz Eichstadt (1596–1660)                        |
| Eijkman          | 54 km    | Christiaan H. Eijkman (1858–1930)                    |
| Eimmart          | 46 km    | Georg Christoph Eimmart (1638–1705)                  |
| Einstein         | 198 km   | Albert Einstein (1879–1955)                          |
| Einthoven        | 69 km    | Willem Einthoven (1879–1955)                         |
| Elger            | 21 km    | Thomas Gwyn Elger (1836–1897)                        |
| Ellerman         | 47 km    | Ferdinand Ellerman (1869–1940)                       |
| Ellison          | 36 km    | Mervyn Archdall Ellison (1909–1963)                  |
| Elmer            | 36 km    | Charles Wesley Elmer (1872–1954)                     |
| Elvey            | 74 km    | Christian Thomas Elvey (1899–1970)                   |
| Emden            | 111 km   | J. Robert Emden (1862–1940)                          |
| Encke            | 28 km    | Johann Franz Encke (1791–1865)                       |
| Endymion         | 123 km   | Endymion (Grieks mythologisch figuur)                |
| Engel'gardt      | 43 km    | Vasilij P. Engel'gardt (Engelhardt) (1828–1915)      |
| Eötvös           | 99 km    | Loránd Eötvös (1848–1919)                            |
| Epigenes         | 55 km    | Epigenes van Byzantium (circa 200 BC)                |
| Epimenides       | 27 km    | Epimenides (596 BC)                                  |
| Eratosthenes     | 58 km    | Eratosthenes (circa 276–196 BC)                      |
| Erlanger         | 9,9 km   | Joseph Erlanger (1874–1965)                          |
| Erro             | 61 km    | Luis Enrique Erro (1897–1955)                        |
| Esclangon        | 15 km    | Ernest Esclangon (1876–1954)                         |
| Esnault-Pelterie | 79 km    | Robert Albert Charles Esnault-Pelterie (1881–1957)   |
| Espin            | 75 km    | Rev. Thomas Henry Espinell Compton Espin (1858–1934) |
| Euclides         | 11 km    | Euclid (circa 300 BC)                                |
| Euctemon         | 62 km    | Euctemon (432 BC)                                    |
| Eudoxus          | 67 km    | Eudoxus van Cnidus (circa 408–355 BC)                |
| Euler            | 27 km    | Leonhard Euler (1707–1783)                           |
| Evans            | 67 km    | Sir Arthur Evans (1851–1941)                         |
| Evdokimov        | 50 km    | Nikolaj N. Evdokimov (1868–1940)                     |
| Evershed         | 66 km    | John Evershed (1864–1956)                            |
| Ewen             | 3 km     | Gaelische mannelijke naam                            |

## F
| Krater       | Diameter | Eponiem                                        |
| ------------ | -------- | ---------------------------------------------- |
| Fabbroni     | 10 km    | Giovanni Valentino Mattia Fabbroni (1752–1822) |
| Fabricius    | 78 km    | David Fabricius (1564–1617)                    |
| Fabry        | 184 km   | Charles Fabry (1867–1945)                      |
| Fahrenheit   | 6 km     | Gabriel Fahrenheit (1686–1736)                 |
| Fairouz      | 3 km     | Arabische vrouwelijke naam                     |
| Faraday      | 69 km    | Michael Faraday (1791–1867)                    |
| Faustini     | 39 km    | Arnoldo Faustini (1874–1944)                   |
| Fauth        | 12 km    | Philipp Johann Heinrich Fauth (1867–1941)      |
| Faye         | 36 km    | Hervé Faye (1814–1902)                         |
| Fechner      | 63 km    | Gustav Theodor Fechner (1801–1887)             |
| Fedorov      | 6 km     | Aleksandr Petrovich Fedorov (1872–1920)        |
| Felix        | 1 km     | Latijnse mannelijke naam                       |
| Fényi        | 38 km    | Gyula Fényi (1845–1927)                        |
| Feoktistov   | 23 km    | Konstantin Petrovich Feoktistov (1926-)        |
| Fermat       | 38 km    | Pierre de Fermat (1601–1665)                   |
| Fermi        | 183 km   | Enrico Fermi (1901–1954)                       |
| Fernelius    | 65 km    | Jean Fernel (1497–1558)                        |
| Fersman      | 151 km   | Alexandr Yevgenyevich Fersman (1883–1945)      |
| Fesenkov     | 35 km    | Vasiliy Grigor'evich Fesenkov (1889–1972)      |
| Feuillée     | 9 km     | Louis Feuillée (1660–1732)                     |
| Fibiger      | 17,7 km  | Johannes Andreas Grib Fibiger (1867–1928)      |
| Finsch       | 4 km     | Otto Friedrich Hermann Finsch (1839–1917)      |
| Finsen       | 72 km    | Niels Ryberg Finsen (1860–1904)                |
| Firmicus     | 56 km    | Firmicus Maternus (unknown-circa 330)          |
| Firsov       | 6 km     | Georgij F. Firsov (1917–1960)                  |
| Fischer      | 30 km    | Hermann Emil Fischer (1852–1919)               |
| Fischer      | 30 km    | Hans Fischer (1881–1945)                       |
| Fitzgerald   | 110 km   | George Francis Fitzgerald (1851–1901)          |
| Fizeau       | 111 km   | Armand Hippolyte L. Fizeau (1819–1896)         |
| Flammarion   | 74 km    | Camille Flammarion (1842–1925)                 |
| Flamsteed    | 20 km    | John Flamsteed (1646–1719)                     |
| Fleming      | 106 km   | Alexander Fleming (1881–1955)                  |
| Fleming      | 106 km   | Williamina P. Fleming (1857–1911)              |
| Florensky    | 71 km    | Kirill Pavlovich Florensky (1915–1982)         |
| Florey       | 54,7 km  | Howard Florey (1898–1968)                      |
| Focas        | 22 km    | Ionnas Focas (1908–1969)                       |
| Fontana      | 31 km    | Francesco Fontana (circa 1585–1656)            |
| Fontenelle   | 38 km    | Bernard le Bovier de Fontenelle (1657–1757)    |
| Foster       | 33 km    | John Stuart Foster (1890–1964)                 |
| Foucault     | 23 km    | Léon Foucault (1819–1868)                      |
| Fourier      | 51 km    | Jean Baptiste Joseph Fourier (1768–1830)       |
| Fowler       | 146 km   | Alfred Fowler (1868–1940)                      |
| Fowler       | 146 km   | Ralph H. Fowler (1889–1944)                    |
| Fox          | 24 km    | Philip Fox (1878–1944)                         |
| Fra Mauro    | 101 km   | Fra Mauro (unknown–1459)                       |
| Fracastorius | 112 km   | Girolamo Fracastoro (1483–1553)                |
| Franck       | 12 km    | James Franck (1882–1964)                       |
| Franklin     | 56 km    | Benjamin Franklin (1706–1790)                  |
| Franz        | 25 km    | Julius Heinrich Franz (1847–1913)              |
| Fraunhofer   | 56 km    | Joseph von Fraunhofer (1787–1826)              |
| Fredholm     | 14 km    | Erik Ivar Fredholm (1866–1927)                 |
| Freud        | 2 km     | Sigmund Freud (1856–1939)                      |
| Freundlich   | 85 km    | Erwin Findlay-Freundlich (1885–1964)           |
| Fridman      | 102 km   | Aleksandr Friedmann (Friedman) (1888–1925)     |
| Froelich     | 58 km    | Jack E. Froelich (1921–1967)                   |
| Frost        | 75 km    | Edwin B. Frost (1866–1935)                     |
| Fryxell      | 18 km    | Roald H. Fryxell (1934–1974)                   |
| Furnerius    | 135 km   | Georges Furner (flourished 1643)               |

## G
| Krater         | Diameter | Eponiem                                     |
| -------------- | -------- | ------------------------------------------- |
| G. Bond        | 20 km    | George Phillips Bond (1826–1865)            |
| Gadomski       | 65 km    | Jan Gadomski (1889–1966)                    |
| Gagarin        | 265 km   | Joeri Gagarin (1934–1968)                   |
| Galen          | 10 km    | Claudius Galenus (circa 129–200)            |
| Galilaei       | 15 km    | Galileo Galilei (1564–1642)                 |
| Galle          | 21 km    | Johann Gottfried Galle (1812–1910)          |
| Galois         | 222 km   | Évariste Galois (1811–1832)                 |
| Galvani        | 80 km    | Luigi Galvani (1737–1798)                   |
| Gambart        | 25 km    | Jean Félix Adolphe Gambart (1800–1836)      |
| Gamow          | 129 km   | George Gamow (1904–1968)                    |
| Ganskiy        | 43 km    | Aleksey P. (Hansky) Ganskiy (1870–1908)     |
| Ganswindt      | 74 km    | Hermann Ganswindt (1856–1934)               |
| Garavito       | 74 km    | Julio Garavito Armero (1865–1920)           |
| Gardner        | 18 km    | Irvine Clifton Gardner (1889–1972)          |
| Gärtner        | 115 km   | Christian Gärtner (circa 1750–1813)         |
| Gassendi       | 101 km   | Pierre Gassendi (1592–1655)                 |
| Gaston         | 2 km     | Franse mannelijke naam                      |
| Gaudibert      | 34 km    | Casimir Marie Gaudibert (1823–1901)         |
| Gauricus       | 79 km    | Luca Gaurico (1476–1558)                    |
| Gauss          | 177 km   | Carl Friedrich Gauss (1777–1855)            |
| Gavrilov       | 60 km    | Aleksandr I. Gavrilov (1884–1955)           |
| Gavrilov       | 60 km    | Igor B. Gavrilov (1928–1982)                |
| Gay-Lussac     | 26 km    | Joseph-Louis Gay-Lussac (1778–1850)         |
| Geber          | 44 km    | Jabir ibn Aflah (unknown-circa 1145)        |
| Geiger         | 34 km    | Johannes Hans Wilhelm Geiger (1882–1945)    |
| Geissler       | 16 km    | Heinrich Geissler (1814–1879)               |
| Geminus        | 85 km    | Geminus (circa 70 BC)                       |
| Gemma Frisius  | 87 km    | Gemma Frisius (1508–1555)                   |
| Gerard         | 90 km    | Alexander Gerard (1792–1839)                |
| Gerasimovich   | 86 km    | Boris P. Gerasimovich (1889–1937)           |
| Gernsback      | 48 km    | Hugo Gernsback (1884–1967)                  |
| Gibbs          | 76 km    | Josiah Willard Gibbs (1839–1903)            |
| Gilbert        | 112 km   | Grove Karl Gilbert (1843–1918)              |
| Gilbert        | 112 km   | William Gilbert (1544–1603)                 |
| Gill           | 66 km    | David Gill (1843–1914)                      |
| Ginzel         | 55 km    | Friedrich Karl Ginzel (1850–1926)           |
| Gioja          | 41 km    | Flavio Gioja (1302)                         |
| Giordano Bruno | 22 km    | Giordano Bruno (1548–1600)                  |
| Glaisher       | 15 km    | James Glaisher (1809–1903)                  |
| Glauber        | 15 km    | Johann Rudolph Glauber (circa 1603–1670)    |
| Glazenap       | 43 km    | Sergej Pavlovich von Glazenap (1848–1937)   |
| Glushko        | 43 km    | Valentin Petrovitch Glushko (1908–1989)     |
| Goclenius      | 72 km    | Rudolf Goclenius, Jr. (1572–1621)           |
| Goddard        | 89 km    | Robert Hutchings Goddard (1882–1945)        |
| Godin          | 34 km    | Louis Godin (1704–1760)                     |
| Goldschmidt    | 113 km   | Hermann Goldschmidt (1802–1866)             |
| Golgi          | 5 km     | Camillo Golgi (1843–1926)                   |
| Golitsyn       | 36 km    | Boris Borisovich Golitsyn (1862–1916)       |
| Golovin        | 37 km    | Nicholas Erasmus Golovin (1912–1969)        |
| Goodacre       | 46 km    | Walter Goodacre (1856–1938)                 |
| Gore           | 8,5 km   | John Ellard Gore (1845–1910)                |
| Gould          | 34 km    | Benjamin Apthorp Gould (1824–1896)          |
| Grace          | 1 km     | Engelstalige vrouwelijke naam               |
| Grachev        | 35 km    | Andrej D. Grachev (1900–1964)               |
| Graff          | 36 km    | Kasimir Romuald Graff (1878–1950)           |
| Grave          | 40 km    | Dmitry Aleksandrovich Grave (1863–1939)     |
| Grave          | 40 km    | Ivan Platonovich Grave (1874–1960)          |
| Greaves        | 13 km    | William Michael Herbert Greaves (1897–1955) |
| Green          | 65 km    | George Green (1793–1841)                    |
| Gregory        | 67 km    | James Gregory (1638–1675)                   |
| Grigg          | 36 km    | John Grigg (1838–1920)                      |
| Grimaldi       | 172 km   | Francesco Maria Grimaldi (1618–1663)        |
| Grignard       | 12,2 km  | Victor Grignard (1871–1935)                 |
| Grissom        | 58 km    | Virgil "Gus" I. Grissom (1926–1967)         |
| Grotrian       | 37 km    | Walter Grotrian (1890–1954)                 |
| Grove          | 28 km    | Sir William Robert Grove (1811–1896)        |
| Gruemberger    | 93 km    | Christoph Grienberger (1561–1636)           |
| Gruithuisen    | 15 km    | Franz von Gruithuisen (1774–1852)           |
| Guericke       | 63 km    | Otto von Guericke (1602–1686)               |
| Guillaume      | 57 km    | Charles Edouard Guillaume (1861–1938)       |
| Gullstrand     | 43 km    | Allvar Gullstrand (1862–1930)               |
| Gum            | 54 km    | Colin Stanley Gum (1924–1960)               |
| Gutenberg      | 74 km    | Johann Gutenberg (circa 1398–1468)          |
| Guthnick       | 36 km    | Paul Guthnick (1879–1947)                   |
| Guyot          | 92 km    | Arnold Henry Guyot (1807–1884)              |
| Gyldén         | 47 km    | Hugo Gyldén (1841–1896)                     |

## H
| Krater       | Diameter | Eponiem                                            |
| ------------ | -------- | -------------------------------------------------- |
| H. G. Wells  | 114 km   | Herbert George Wells (1866–1946)                   |
| Haber        | 55,5 km  | Fritz Haber (1868–1934)                            |
| Hagecius     | 76 km    | Tadeáš Hájek (1525–1600)                           |
| Hagen        | 55 km    | Johann Georg Hagen (1847–1930)                     |
| Hahn         | 84 km    | Friedrich von Hahn (1741–1805)                     |
| Hahn         | 84 km    | Otto Hahn (1879–1968)                              |
| Haidinger    | 22 km    | Wilhelm Karl von Haidinger (1795–1871)             |
| Hainzel      | 70 km    | Paul Hainzel (1570)                                |
| Haldane      | 37 km    | John Burdon Sanderson Haldane (1892–1964)          |
| Hale         | 83 km    | George Ellery Hale (1868–1938)                     |
| Hale         | 83 km    | William Hale (1797–1870)                           |
| Hall         | 35 km    | Asaph Hall (1829–1907)                             |
| Halley       | 36 km    | Edmond Halley (1656–1742)                          |
| Hamilton     | 57 km    | William Rowan Hamilton (1805–1865)                 |
| Hanno        | 56 km    | Hanno the Navigator (circa 500 BC)                 |
| Hansen       | 39 km    | Peter Andreas Hansen (1795–1874)                   |
| Hansteen     | 44 km    | Christoph Hansteen (1784–1873)                     |
| Harden       | 15 km    | Arthur Harden (1865–1940)                          |
| Harding      | 22 km    | Karl Ludwig Harding (1765–1834)                    |
| Haret        | 29 km    | Spiru Haret (1851–1912)                            |
| Hargreaves   | 16 km    | Frederick James Hargreaves (1891–1970)             |
| Harkhebi     | 237 km   | Harkhebi (circa 300 BC)                            |
| Harlan       | 65 km    | Harlan James Smith (1924–1991)                     |
| Harold       | 2 km     | Scandinavische mannelijke naam                     |
| Harpalus     | 39 km    | Harpalus (circa 460 BC)                            |
| Harriot      | 56 km    | Thomas Harriot (1560–1621)                         |
| Hartmann     | 61 km    | Johannes Franz Hartmann (1865–1936)                |
| Hartwig      | 79 km    | Carl Ernst Albrecht Hartwig (1851–1923)            |
| Harvey       | 60 km    | William Harvey (1578–1657)                         |
| Hase         | 83 km    | Johann Matthias Hase (1684–1742)                   |
| Haskin       | 58,4 km  | Larry Haskin (1934–2005)                           |
| Hatanaka     | 26 km    | Takeo Hatanaka (1914–1963)                         |
| Hausen       | 167 km   | Christian August Hausen (1693–1743)                |
| Haworth      | 35 km    | Walter Norman Haworth (1883–1950)                  |
| Hayford      | 27 km    | John Fillmore Hayford (1868–1925)                  |
| Hayn         | 87 km    | Friedrich Hayn (1863–1928)                         |
| Healy        | 38 km    | Roy Healy (1915–1968)                              |
| Heaviside    | 165 km   | Oliver Heaviside (1850–1925)                       |
| Hecataeus    | 167 km   | Hecataeus van Milete (circa 476 BC)                |
| Hédervári    | 69 km    | Peter Hédervári (1931–1984)                        |
| Hedin        | 150 km   | Sven Hedin (1865–1952)                             |
| Heinrich     | 6 km     | Wladimir Wáclav Heinrich (1884–1965)               |
| Heinsius     | 64 km    | Gottfried Heinsius (1709–1769)                     |
| Heis         | 14 km    | Eduard Heis (1806–1877)                            |
| Helberg      | 6 km     | Robert J. Helberg (1906–1967)                      |
| Helicon      | 24 km    | Helicon (circa 400 BC)                             |
| Hell         | 33 km    | Maximilian Hell (1720–1792)                        |
| Helmert      | 26 km    | Friedrich Robert Helmert (1843–1917)               |
| Helmholtz    | 94 km    | Hermann von Helmholtz (1821–1894)                  |
| Henderson    | 47 km    | Thomas Henderson (1798–1844)                       |
| Hendrix      | 6 km     | Don Osgood Hendrix (1905–1961)                     |
| Henry        | 41 km    | Joseph Henry (1792–1878)                           |
| Henry Frères | 42 km    | Paul Henry en Prosper Henry (1848–1905, 1849–1903) |
| Henyey       | 63 km    | Louis Henyey (1910–1970)                           |
| Heraclitus   | 90 km    | Heraclitus (circa 540–480 BC)                      |
| Hercules     | 69 km    | Hercules                                           |
| Herigonius   | 15 km    | Pierre Herigone (flourished 1644)                  |
| Hermann      | 15 km    | Jacob Hermann (1678–1733)                          |
| Hermite      | 104 km   | Charles Hermite (1822–1901)                        |
| Herodotus    | 34 km    | Herodotus (circa 484–408 BC)                       |
| Heron        | 24 km    | Heron (Hero) (circa 100 BC)                        |
| Herschel     | 40 km    | William Herschel (1738–1822)                       |
| Hertz        | 90 km    | Heinrich Rudolf Hertz (1857–1894)                  |
| Hertzsprung  | 591 km   | Ejnar Hertzsprung (1873–1967)                      |
| Hesiodus     | 42 km    | Hesiod (circa 735 BC)                              |
| Hess         | 88 km    | Victor Franz Hess (1883–1964)                      |
| Hess         | 88 km    | Harry Hammond Hess (1906–1969)                     |
| Hevelius     | 115 km   | Johannes Hevelius (1611–1687)                      |
| Hevesy       | 49,5 km  | George de Hevesy (1885–1966)                       |
| Heymans      | 50 km    | Corneille Jean François Heymans (1892–1968)        |
| Heyrovsky    | 15 km    | Jaroslav Heyrovsky (1890–1967)                     |
| Hilbert      | 151 km   | David Hilbert (1862–1943)                          |
| Hill         | 16 km    | George William Hill (1838–1914)                    |
| Hind         | 29 km    | John Russell Hind (1823–1895)                      |
| Hinshelwood  | 14,2 km  | Cyril Norman Hinshelwood (1897–1967)               |
| Hippalus     | 57 km    | Hippalus (unknown-circa 120)                       |
| Hipparchus   | 138 km   | Hipparchus (astronoom) (140 BC)                    |
| Hippocrates  | 60 km    | Hippocrates van Chios (circa 460–377 BC)           |
| Hirayama     | 132 km   | Kiyotsugu Hirayama (1874–1943)                     |
| Hirayama     | 132 km   | Shin Hirayama (1867–1945)                          |
| Hoffmeister  | 45 km    | Cuno Hoffmeister (1892–1968)                       |
| Hogg         | 38 km    | Arthur Robert Hogg (1903–1966)                     |
| Hogg         | 38 km    | Frank Scott Hogg (1904–1951)                       |
| Hohmann      | 16 km    | Walter Hohmann (1880–1945)                         |
| Holden       | 47 km    | Edward Singleton Holden (1846–1914)                |
| Holetschek   | 38 km    | Johann Holetschek (1846–1923)                      |
| Hommel       | 126 km   | Johann Hommel (1518–1562)                          |
| Hooke        | 36 km    | Robert Hooke (1635–1703)                           |
| Hopmann      | 88 km    | Josef Hopmann (1890–1975)                          |
| Hornsby      | 3 km     | Thomas Hornsby (1733–1810)                         |
| Horrebow     | 24 km    | Peder Horrebow (1679–1764)                         |
| Horrocks     | 30 km    | Jeremiah Horrocks (1619–1641)                      |
| Hortensius   | 14 km    | Maarten van den Hove (1605–1639)                   |
| Houssay      | 24,5 km  | Bernardo Houssay (1887–1971)                       |
| Houtermans   | 29 km    | Friedrich Georg Houtermans (1903–1966)             |
| Houzeau      | 71 km    | Jean-Charles Houzeau (de Lehaie) (1820–1888)       |
| Hubble       | 80 km    | Edwin Powell Hubble (1889–1953)                    |
| Huggins      | 65 km    | Sir William Huggins (1824–1910)                    |
| Humason      | 4 km     | Milton Lasell Humason (1891–1972)                  |
| Humboldt     | 189 km   | Wilhelm von Humboldt (1767–1835)                   |
| Hume         | 23 km    | David Hume (1711–1776)                             |
| Husband      | 29 km    | Richard Douglas Husband (1957–2003)                |
| Hutton       | 50 km    | James Hutton (1726–1797)                           |
| Huxley       | 4 km     | Thomas Henry Huxley (1825–1895)                    |
| Hyginus      | 9 km     | Gaius Julius Hyginus (1ste eeuw BC)                |
| Hypatia      | 40 km    | Hypatia van Alexandrië (415 AD)                    |

## I
| Krater      | Diameter | Eponiem                                       |
| ----------- | -------- | --------------------------------------------- |
| Ian         | 1 km     | Schotse mannelijke naam                       |
| Ibn Bajja   | 12,6 km  | Ibn Bajjah (1095–1138)                        |
| Ibn Battuta | 11 km    | Abu Abdullah Muhammad Ibn Battuta (1304–1377) |
| Ibn Firnas  | 89 km    | Abbas Ibn Firnas (unknown-circa AD 887)       |
| Ibn Yunus   | 58 km    | Ibn Yunus (950–1009)                          |
| Ibn-Rushd   | 32 km    | Averroës (1126–1198)                          |
| Icarus      | 96 km    | Icarus                                        |
| Ideler      | 38 km    | Christian Ludwig Ideler (1766–1846)           |
| Idel'son    | 60 km    | Naum Il'ich Idel'son (1885–1951)              |
| Il'in       | 13 km    | Nikolaj Yakovlevich Il'in (1901–1937)         |
| Ina         | 3 km     | (Latijnse vrouwelijke naam)                   |
| Ingalls     | 37 km    | Albert Graham Ingalls (1888–1958)             |
| Inghirami   | 91 km    | Giovanni Inghirami (1779–1851)                |
| Innes       | 42 km    | Robert Thorburn Ayton Innes (1861–1933)       |
| Ioffe       | 86 km    | Abram Fjodorovitsj Joffe (1880–1960)          |
| Isabel      | 1 km     | Spaanse vrouwelijke naam                      |
| Isaev       | 90 km    | Aleksei Mihailovich Isaev (1908–1971)         |
| Isidorus    | 42 km    | St. Isidorus van Sevilla (circa 570–636)      |
| Isis        | 1 km     | Isis (egyptische godin)                       |
| Ivan        | 4 km     | Russische mannelijke naam                     |
| Izsak       | 30 km    | Imre Izsak (1929–1965)                        |

## J
| Krater        | Diameter | Eponiem                                |
| ------------- | -------- | -------------------------------------- |
| J. Herschel   | 165 km   | John Herschel (1792–1871)              |
| Jackson       | 71 km    | John Jackson (1887–1958)               |
| Jacobi        | 68 km    | Karl Gustav Jacob Jacobi (1804–1851)   |
| Jansen        | 23 km    | Sacharias Jansen (1580-circa 1638)     |
| Jansky        | 72 km    | Karl Jansky (1905–1950)                |
| Janssen       | 199 km   | Pierre Janssen (astronoom) (1824–1907) |
| Jarvis        | 38 km    | Gregory Bruce Jarvis (1944–1986)       |
| Jeans         | 79 km    | Sir James Hopwood Jeans (1877–1946)    |
| Jehan         | 5 km     | Turkse vrouwelijke naam                |
| Jenkins       | 38 km    | Louise Freeland Jenkins (1888–1970)    |
| Jenner        | 71 km    | Edward Jenner (1749–1823)              |
| Jerik         | 1 km     | Scandinavische mannelijke naam         |
| Joliot        | 164 km   | Frédéric Joliot-Curie (1900–1958)      |
| Jomo          | 7 km     | Afrikaanse mannelijke naam             |
| José          | 2 km     | Spaanse mannelijke naam                |
| Joule         | 96 km    | James Prescott Joule (1818–1889)       |
| Joy           | 5 km     | Alfred Harrison Joy (1882–1973)        |
| Jules Verne   | 143 km   | Jules Verne (1828–1905)                |
| Julienne      | 2 km     | Franstalige vrouwelijke naam           |
| Julius Caesar | 90 km    | Julius Caesar (circa 102–44 BC)        |

## K
| Krater           | Diameter | Eponiem                                            |
| ---------------- | -------- | -------------------------------------------------- |
| Kaiser           | 52 km    | Frederik Kaiser (1808–1872)                        |
| Kamerlingh Onnes | 66 km    | Heike Kamerlingh Onnes (1853–1926)                 |
| Kane             | 54 km    | Elisha Kent Kane (1820–1857)                       |
| Kant             | 33 km    | Immanuel Kant (1724–1804)                          |
| Kao              | 34 km    | Ping-Tse Kao (1888–1970)                           |
| Kapteyn          | 49 km    | Jacobus Cornelius Kapteyn (1851–1922)              |
| Karima           | 3 km     | Arabische vrouwelijke naam                         |
| Karpinskiy       | 92 km    | Alexander Petrovich Karpinsky (1846–1936)          |
| Karrer           | 51 km    | Paul Karrer (1889–1971)                            |
| Kasper           | 12 km    | Poolse mannelijke naam                             |
| Kästner          | 108 km   | Abraham Gotthelf Kästner                           |
| Katchalsky       | 32 km    | Aharon Katzir-Katchalsky (1914–1972)               |
| Kathleen         | 5 km     | Ierse vrouwelijke naam                             |
| Kearons          | 23 km    | William M. Kearons (1878–1948)                     |
| Keeler           | 160 km   | James Edward Keeler (1857–1900)                    |
| Kekulé           | 94 km    | Friedrich August Kekulé von Stradonitz (1829–1896) |
| Keldysh          | 33 km    | Mstislav Vsevolodovich Keldysh (1911–1978)         |
| Kepinski         | 31 km    | Felicjan Kepinski (1885–1966)                      |
| Kepler           | 31 km    | Johannes Kepler (1571–1630)                        |
| Khvol'son        | 54 km    | Orest Daniilovich Khvol'son (1852–1934)            |
| Kibal'chich      | 92 km    | Nikolaj Ivanovich Kibal'chich (1853–1881)          |
| Kidinnu          | 56 km    | Kidinnu (circa 343 BC).                            |
| Kies             | 45 km    | Johann Kies (1713–1781)                            |
| Kiess            | 63 km    | Carl Clarence Kiess (1887–1967)                    |
| Kimura           | 28 km    | Hisashi Kimura (1870–1943)                         |
| Kinau            | 41 km    | Adolph Gottfried Kinau (1814–1887)                 |
| King             | 76 km    | Arthur Scott King (1876–1957)                      |
| King             | 76 km    | Edward Skinner King (1861–1931)                    |
| Kira             | 3 km     | Russische vrouwelijke naam                         |
| Kirch            | 11 km    | Gottfried Kirch (1639–1710)                        |
| Kircher          | 72 km    | Athanasius Kircher (1601–1680)                     |
| Kirchhoff        | 24 km    | Gustav Kirchhoff (1824–1887)                       |
| Kirkwood         | 67 km    | Daniel Kirkwood (1814–1895)                        |
| Klaproth         | 119 km   | Martin Heinrich Klaproth (1743–1817)               |
| Klein            | 44 km    | Hermann Joseph Klein (1844–1914)                   |
| Kleymenov        | 55 km    | Ivan Terentyevich Kleymenov (1898–1938)            |
| Klute            | 75 km    | Daniel Klute (1921–1964)                           |
| Knox-Shaw        | 12 km    | Harold Knox-Shaw (1885–1970)                       |
| Koch             | 95 km    | Robert Koch (1843–1910)                            |
| Kocher           | 21,7 km  | Emil Kocher (1841–1917)                            |
| Kohlschütter     | 53 km    | Arnold Kohlschütter (1883–1969)                    |
| Kolhörster       | 97 km    | Werner Kolhörster (1887–1946)                      |
| Komarov          | 78 km    | Vladimir Komarov (1927–1967)                       |
| Kondratyuk       | 108 km   | Yurij V. Kondratyuk (1897–1942)                    |
| König            | 23 km    | Rudolf König (1865–1927)                           |
| Konoplev         | 25 km    | B. T. Konoplev (1912–1960)                         |
| Konstantinov     | 75 km    | Konstantin Ivanovich Konstantinov (1817–1871)      |
| Kopff            | 41 km    | August Kopff (1882–1960)                           |
| Korolev          | 437 km   | Sergei P. Korolev (1906–1966)                      |
| Kosberg          | 15 km    | Semyon Ariyevich Kosberg (1903–1965)               |
| Kostinskiy       | 75 km    | Sergey K. Kostinskiy (1867–1937)                   |
| Koval'skiy       | 49 km    | Marian Albertovich Koval'skiy (1821–1884)          |
| Kovalevskaya     | 115 km   | Sofia V. Kovalevskaya (1850–1891)                  |
| Kozyrev          | 65 km    | Nikolay Alexandrovich Kozyrev (1908–1983)          |
| Krafft           | 51 km    | Wolfgang Ludwig Krafft (1743–1814)                 |
| Kramarov         | 20 km    | Grigory Moiseevich Kramarov (1887–1970)            |
| Kramers          | 61 km    | Hendrik Anthony Kramers (1894–1952)                |
| Krasnov          | 40 km    | Aleksander V. Krasnov (1866–1907)                  |
| Krasovskiy       | 59 km    | Feodosiy N. Krasovskiy (1878–1948)                 |
| Kreiken          | 23 km    | Egbert Adriaan Kreiken (1896–1964)                 |
| Krieger          | 22 km    | Johann Nepomuk Krieger (1865–1902)                 |
| Krogh            | 19 km    | August Krogh (1874–1949)                           |
| Krusenstern      | 47 km    | Baron von Adam Johann Krusenstern (1770–1846)      |
| Krylov           | 49 km    | Alexei Krylov (1863–1945)                          |
| Kugler           | 65 km    | Franz Xaver Kugler (1862–1929)                     |
| Kuhn             | 16,0 km  | Richard Kuhn (1900–1967)                           |
| Kuiper           | 6 km     | Gerard Peter Kuiper (1905–1973)                    |
| Kulik            | 58 km    | Leonid Alekseevich Kulik (1883–1942)               |
| Kundt            | 10 km    | August Kundt (1839–1894)                           |
| Kunowsky         | 18 km    | Georg Karl Friedrich Kunowsky (1786–1846)          |
| Kuo Shou Ching   | 34 km    | Kuo Shou Ching (1231–1316)                         |
| Kurchatov        | 106 km   | Igor Koertsjatov (1903–1960)                       |

## L
| Krater        | Diameter | Eponiem                                                                 |
| ------------- | -------- | ----------------------------------------------------------------------- |
| L. Clark      | 16 km    | Laurel Blair Salton Clark (1961–2003)                                   |
| La Caille     | 67 km    | Nicolas Louis de Lacaille (1713–1762)                                   |
| La Condamine  | 37 km    | Charles Marie de La Condamine (1701–1774)                               |
| La Pérouse    | 77 km    | Jean-François de La Pérouse (1741–1788)                                 |
| Lacchini      | 58 km    | Giovanni Lacchini (1884–1967)                                           |
| Lacroix       | 37 km    | Sylvestre Francois de Lacroix (1765–1843)                               |
| Lade          | 55 km    | Heinrich Eduard von Lade (1817–1904)                                    |
| Lagalla       | 85 km    | Giulio Cesare Lagalla (1571–1624)                                       |
| Lagrange      | 225 km   | Joseph Louis Lagrange (1736–1813)                                       |
| Lalande       | 24 km    | Jérôme Lalande (1732–1807)                                              |
| Lallemand     | 18 km    | André Lallemand (1904–1978)                                             |
| Lamarck       | 100 km   | Jean-Baptiste Pierre Antoine de Monet, Chevalier de Lamarck (1744–1829) |
| Lamb          | 106 km   | Sir Horace Lamb (1849–1934)                                             |
| Lambert       | 30 km    | Johann Heinrich Lambert (1728–1777)                                     |
| Lamé          | 84 km    | Gabriel Lamé (1795–1870)                                                |
| Lamèch        | 13 km    | Félix Chemla Lamèch (1894–1962)                                         |
| Lamont        | 106 km   | Johann von Lamont (1805–1879)                                           |
| Lampland      | 65 km    | Carl Otto Lampland (1873–1951)                                          |
| Landau        | 214 km   | Lev Davidovich Landau (1908–1968)                                       |
| Lander        | 40 km    | Richard Lemon Lander (1804–1834)                                        |
| Landsteiner   | 6 km     | Karl Landsteiner (1868–1943)                                            |
| Lane          | 55 km    | Jonathan Homer Lane (1819–1880)                                         |
| Langemak      | 97 km    | Georgy Erikhovich Langemak (1898–1938)                                  |
| Langevin      | 58 km    | Paul Langevin (1872–1946)                                               |
| Langley       | 59 km    | Samuel Pierpont Langley (1834–1906)                                     |
| Langmuir      | 91 km    | Irving Langmuir (1881–1957)                                             |
| Langrenus     | 127 km   | Michael van Langren (circa 1600–1675)                                   |
| Lansberg      | 38 km    | Johan Philip Lansberg (1561–1632)                                       |
| Larmor        | 97 km    | Sir Joseph Larmor (1857–1942)                                           |
| Lassell       | 23 km    | William Lassell (1799–1880)                                             |
| Laue          | 87 km    | Max von Laue (1879–1960)                                                |
| Lauritsen     | 52 km    | Charles Christian Lauritsen (1892–1968)                                 |
| Laveran       | 12,6 km  | Charles Louis Alphonse Laveran (1845–1922)                              |
| Lavoisier     | 70 km    | Antoine-Laurent de Lavoisier (1743–1794)                                |
| Lawrence      | 24 km    | Ernest Orlando Lawrence (1901–1958)                                     |
| Lawrence      | 24 km    | Robert Henry Lawrence, Jr. (1935–1993)                                  |
| Le Gentil     | 128 km   | Guillaume Hyacinthe Le Gentil (1725–1792)                               |
| Le Monnier    | 60 km    | Pierre Charles Lemonnier (1715–1799)                                    |
| Le Verrier    | 20 km    | Urbain Jean Le Verrier (1811–1877)                                      |
| Leakey        | 12 km    | Louis Seymour Bazett Leakey (1903–1972)                                 |
| Leavitt       | 66 km    | Henrietta Swan Leavitt (1868–1921)                                      |
| Lebedev       | 102 km   | Pjotr Nikolajevits Lebedev (1866–1912)                                  |
| Lebedinskiy   | 62 km    | Aleksandr I. Lebedinskiy (1913–1967)                                    |
| Lebesgue      | 11 km    | Henri Léon Lebesgue (1875–1941)                                         |
| Lee           | 41 km    | John Lee (1783–1866)                                                    |
| Leeuwenhoek   | 125 km   | Antony van Leeuwenhoek (1632–1723)                                      |
| Legendre      | 78 km    | Adrien Marie Legendre (1752–1833)                                       |
| Lehmann       | 53 km    | Jacob Heinrich Wilhelm Lehmann (1800–1863)                              |
| Leibnitz      | 245 km   | Gottfried Wilhelm von Leibniz (1646–1716)                               |
| Lemaître      | 91 km    | Georges Lemaître (1894–1966)                                            |
| Lenard        | 48 km    | Philipp Eduard Anton von Lénárd (1862–1947)                             |
| Lents         | 21 km    | Heinrich Friedrich Emil Lenz (1804–1865)                                |
| Leonov        | 33 km    | Aleksei Arkhipovich Leonov (1934-Live)                                  |
| Lepaute       | 16 km    | Nicole-Reine Etable de la Briere Lepaute (1723–1788)                    |
| Letronne      | 116 km   | Jean Antoine Letronne (1787–1848)                                       |
| Leucippus     | 56 km    | Leucippus (flourished circa 440 B.C.)                                   |
| Leuschner     | 49 km    | Armin Otto Leuschner (1868–1953)                                        |
| Levi-Civita   | 121 km   | Tullio Levi-Civita (1873–1941)                                          |
| Lewis         | 42 km    | Gilbert Newton Lewis (1875–1946)                                        |
| Lexell        | 62 km    | Anders Johann Lexell (1740–1784)                                        |
| Ley           | 79 km    | Willy Ley (1906–1969)                                                   |
| Licetus       | 74 km    | Fortunio Liceti (1577–1657)                                             |
| Lichtenberg   | 20 km    | Georg Christoph Lichtenberg (1742–1799)                                 |
| Lick          | 31 km    | James Lick (1796–1876)                                                  |
| Liebig        | 37 km    | Freiherr Justus von Liebig (1803–1873)                                  |
| Lilius        | 61 km    | Luigi Giglio (?–1576)                                                   |
| Linda         | 1 km     | Spaanse vrouwelijke naam                                                |
| Lindbergh     | 12 km    | Charles Augustus Lindbergh (1902–1974)                                  |
| Lindblad      | 66 km    | Bertil Lindblad (1895–1965)                                             |
| Lindenau      | 53 km    | Bernhard von Lindenau (1780–1854)                                       |
| Lindsay       | 32 km    | Eric Mervyn Lindsay (1907–1974)                                         |
| Linné         | 2 km     | Carl von Linné (1707–1778)                                              |
| Liouville     | 16 km    | Joseph Liouville (1809–1882)                                            |
| Lippershey    | 6 km     | Hans Lippershey (1619)                                                  |
| Lippmann      | 160 km   | Gabriel Lippmann (1845–1921)                                            |
| Lipskiy       | 80 km    | Yuriy Lipskiy (1909–1978)                                               |
| Litke         | 39 km    | Fyodor Petrovich Litke (Lütke) (1797–1882)                              |
| Littrow       | 30 km    | Johann Josef von Littrow (1781–1840)                                    |
| Lobachevskiy  | 84 km    | Nikolai Ivanovich Lobachevsky (1793–1856)                               |
| Lockyer       | 34 km    | Sir Joseph Norman Lockyer (1836–1920)                                   |
| Lodygin       | 62 km    | Alexander Nikolayevich Lodygin (1847–1923)                              |
| Loewy         | 24 km    | Moritz Loewy (1833–1907)                                                |
| Lohrmann      | 30 km    | Wilhelm Gotthelf Lohrmann (1796–1840)                                   |
| Lohse         | 41 km    | Wilhelm Oswald Lohse (1845–1915)                                        |
| Lomonosov     | 92 km    | Mikhail Lomonosov (1711–1765)                                           |
| Longomontanus | 157 km   | Christian Sørensen Longomontanus (1562–1647)                            |
| Lorentz       | 312 km   | Hendrik Antoon Lorentz (1853–1928)                                      |
| Louise        | 0,8 km   | Franstalige vrouwelijke naam                                            |
| Louville      | 36 km    | Jacques D'Allonville, Chevalier de Louville (1671–1732)                 |
| Love          | 84 km    | Augustus Edward Hough Love (1863–1940)                                  |
| Lovelace      | 54 km    | William Randolph Lovelace II (1907–1965)                                |
| Lovell        | 34 km    | James Lovell (1928-live)                                                |
| Lowell        | 66 km    | Percival Lowell (1855–1916)                                             |
| Lubbock       | 13 km    | John William Lubbock (1803–1865)                                        |
| Lubiniezky    | 43 km    | Stanislaus Lubiniezky (1623–1675)                                       |
| Lucian        | 7 km     | Lucianus van Samosata (125–190)                                         |
| Lucretius     | 63 km    | Lucretius (circa 95–55 BC)                                              |
| Ludwig        | 23 km    | Carl Friedrich Wilhelm Ludwig (1816–1895)                               |
| Lundmark      | 106 km   | Knut Emil Lundmark (1889–1958)                                          |
| Luther        | 9 km     | Robert Luther (1822–1900)                                               |
| Lyapunov      | 66 km    | Aleksandr Mikhailovich Lyapunov (1857–1918)                             |
| Lyell         | 32 km    | Sir Charles Lyell (1797–1875)                                           |
| Lyman         | 84 km    | Theodore Lyman (1874–1954)                                              |
| Lyot          | 132 km   | Bernard Ferdinand Lyot (1897–1952)                                      |

## M
| Krater       | Diameter | Eponiem                                                             |
| ------------ | -------- | ------------------------------------------------------------------- |
| M. Anderson  | 17 km    | Michael Phillip Anderson (1959–2003)                                |
| Mach         | 180 km   | Ernst Mach (1838–1916)                                              |
| Maclaurin    | 50 km    | Colin Maclaurin (1698–1746)                                         |
| Maclear      | 20 km    | Thomas Maclear (1794–1879)                                          |
| MacMillan    | 7 km     | William Duncan MacMillan (1871–1948)                                |
| Macrobius    | 64 km    | Ambrosius Theodosius Macrobius (circa 410)                          |
| Mädler       | 27 km    | Johann Heinrich Mädler (1794–1874)                                  |
| Maestlin     | 7 km     | Michael Maestlin (1550–1631)                                        |
| Magelhaens   | 40 km    | Ferdinand Magellaan (1480–1521)                                     |
| Maginus      | 194 km   | Giovanni Antonio Magini (1555–1617)                                 |
| Main         | 46 km    | Robert Main (1808–1878)                                             |
| Mairan       | 40 km    | Jean Jacques d'Ortous de Mairan (1678–1771)                         |
| Maksutov     | 83 km    | Dmitri Maksoetov (1896–1964)                                        |
| Malapert     | 69 km    | Charles Malapert (1581–1630)                                        |
| Mallet       | 58 km    | Robert Mallet (1810–1881)                                           |
| Malyy        | 41 km    | Aleksandr L. Malyy (1907–1961)                                      |
| Mandel'shtam | 197 km   | Leonid Isaakovitsj Mandel'shtam (1879–1944)                         |
| Manilius     | 38 km    | Marcus Manilius (unknown-circa 50 BC)                               |
| Manners      | 15 km    | Russell Henry Manners (1800–1870)                                   |
| Manuel       | 0,5 km   | Spaanse mannelijke naam                                             |
| Manzinus     | 98 km    | Carlo Antonio Manzini (1599–1677)                                   |
| Maraldi      | 39 km    | Giovanni Domenico Maraldi (1709–1788)                               |
| Maraldi      | 39 km    | Jacques Philippe Maraldi (1665–1729)                                |
| Marci        | 25 km    | Jan Marek Marci von Kronland (1595–1667)                            |
| Marco Polo   | 28 km    | Marco Polo (1254–1324)                                              |
| Marconi      | 73 km    | Guglielmo Marconi (1874–1937)                                       |
| Marinus      | 58 km    | Marinus of Tyre (circa 70-circa 130 AD)                             |
| Mariotte     | 65 km    | Edme Mariotte (1620–1684)                                           |
| Marius       | 41 km    | Simon Marius (1570–1624)                                            |
| Markov       | 40 km    | Aleksandr Vladimirovich Markov (1897–1968)                          |
| Markov       | 40 km    | Andrej Markov Sr (1856–1922)                                        |
| Marth        | 6 km     | Albert Marth (1828–1897)                                            |
| Mary         | 1 km     | Engelstalige afleiding van Bijbelse naam                            |
| Maskelyne    | 23 km    | Nevil Maskelyne (1732–1811)                                         |
| Mason        | 33 km    | Charles Mason (1730–1787)                                           |
| Maunder      | 55 km    | Annie Scott Dill Maunder (née Russell) (1868–1947)                  |
| Maunder      | 55 km    | Edward Maunder (1851–1928)                                          |
| Maupertuis   | 45 km    | Pierre Louis de Maupertuis (1698–1759)                              |
| Maurolycus   | 114 km   | Francesco Maurolico (1494–1575)                                     |
| Maury        | 17 km    | Matthew Fontaine Maury (1806–1873)                                  |
| Maury        | 17 km    | Antonia Caetana Maury (1866–1952)                                   |
| Mavis        | 1 km     | (Scottish female name)                                              |
| Maxwell      | 107 km   | James Clerk Maxwell (1831–1879)                                     |
| McAdie       | 45 km    | Alexander George McAdie (1863–1943)                                 |
| McAuliffe    | 19 km    | Christa McAuliffe (1948–1986)                                       |
| McClure      | 23 km    | Robert Le Mesurier McClure (1807–1873)                              |
| McCool       | 21 km    | William Cameron McCool (1961–2003)                                  |
| McDonald     | 7 km     | William Johnson McDonald (1844–1926)                                |
| McDonald     | 7 km     | Thomas Logie McDonald (1901–1973)                                   |
| McKellar     | 51 km    | Andrew McKellar (1910–1960)                                         |
| McLaughlin   | 79 km    | Dean Benjamin McLaughlin (1901–1965)                                |
| McMath       | 86 km    | Francis Charles McMath (1867–1938)                                  |
| McMath       | 86 km    | Robert Raynolds McMath (1891–1962)                                  |
| McNair       | 29 km    | Ronald Erwin McNair (1950–1986)                                     |
| McNally      | 47 km    | Paul A. McNally (1890–1955)                                         |
| Mechnikov    | 60 km    | Il'ya Il'ich Mechnikov (1845–1916)                                  |
| Mee          | 126 km   | Arthur Butler Phillips Mee (1860–1926)                              |
| Mees         | 50 km    | Charles Edward Kenneth Mees (1882–1960)                             |
| Meggers      | 52 km    | William F. Meggers (1888–1968)                                      |
| Meitner      | 87 km    | Lise Meitner (1878–1968)                                            |
| Melissa      | 18 km    | Griekse vrouwelijke naam                                            |
| Mendel       | 138 km   | Gregor Mendel (1822–1884)                                           |
| Mendeleev    | 313 km   | Dmitry Mendeleev (1834–1907)                                        |
| Menelaus     | 26 km    | Menelaus of Alexandria (circa AD 98)                                |
| Menzel       | 3 km     | Donald Howard Menzel (1901–1976)                                    |
| Mercator     | 46 km    | Gerardus Mercator (1512–1594)                                       |
| Mercurius    | 67 km    | Mercurius                                                           |
| Merrill      | 57 km    | Paul Merrill (1887–1961)                                            |
| Mersenius    | 84 km    | Marin Mersenne (1588–1648)                                          |
| Meshcherskiy | 65 km    | Ivan Vsevolodovich Meshcherskiy (1859–1935)                         |
| Messala      | 125 km   | Meshallah (unknown-circa 815)                                       |
| Messier      | 11 km    | Charles Messier (1730–1817)                                         |
| Metius       | 87 km    | Adriaan Adriaanszoon (gekend als Metius) (1571–1635)                |
| Meton        | 130 km   | Meton (432 BC)                                                      |
| Mezentsev    | 89 km    | Yurij B. Mezentsev (1929–1965)                                      |
| Michael      | 4 km     | Engelstalige mannelijke naam                                        |
| Michelson    | 123 km   | Albert A. Michelson (1852–1931)                                     |
| Milankovic   | 101 km   | Milutin Milankovic (1879–1958)                                      |
| Milichius    | 12 km    | Jacob Milich (1501–1559)                                            |
| Miller       | 61 km    | William Allen Miller (1817–1870)                                    |
| Millikan     | 98 km    | Robert Millikan (1868–1953)                                         |
| Mills        | 32 km    | Mark Muir Mills (1917–1958)                                         |
| Milne        | 272 km   | E. Arthur Milne (1896–1950)                                         |
| Mineur       | 73 km    | Henri Mineur (1899–1954)                                            |
| Minkowski    | 113 km   | Hermann Minkowski (1864–1909)                                       |
| Minkowski    | 113 km   | Rudolph Minkowski (1895–1976)                                       |
| Minnaert     | 125 km   | Marcel Minnaert (1893–1970)                                         |
| Mitchell     | 30 km    | Maria Mitchell (1818–1889)                                          |
| Mitra        | 92 km    | Sisir Kumar Mitra (1890–1963)                                       |
| Möbius       | 50 km    | August Möbius (1790–1868)                                           |
| Mohorovicic  | 51 km    | Andrija Mohorovicic (1857–1936)                                     |
| Moigno       | 36 km    | François Napoléon Marie Moigno (1804–1884)                          |
| Moiseev      | 59 km    | Nikolai Dmitrievich Moiseev                                         |
| Moissan      | 21 km    | Henri Moissan (1902–1955)                                           |
| Moltke       | 6 km     | Helmuth Karl Bernhard von Moltke (1800–1891)                        |
| Monge        | 36 km    | Gaspard Monge (1746–1818)                                           |
| Monira       | 2 km     | Arabiasche vrouwelijke naam                                         |
| Montanari    | 76 km    | Geminiano Montanari (1633–1687)                                     |
| Montgolfier  | 88 km    | Gebroeders Montgolfier (Jacques E.: 1745–1799, Joseph M.: 1740–1810 |
| Moore        | 54 km    | Joseph Haines Moore (1878–1949)                                     |
| Moretus      | 111 km   | Theodore Moretus (1602–1667)                                        |
| Morley       | 14 km    | Edward Williams Morley (1838–1923)                                  |
| Morozov      | 42 km    | Nikolai Alexandrovich Morozov (1854–1945)                           |
| Morse        | 77 km    | Samuel Finley Breese Morse (1791–1872)                              |
| Moseley      | 90 km    | Henry Gwyn Jeffreys Moseley (1887–1915)                             |
| Mösting      | 24 km    | Johan Sigismund von Mösting (1759–1843)                             |
| Mouchez      | 81 km    | Amédée Ernest Barthélemy Mouchez (1821–1892)                        |
| Moulton      | 49 km    | Forest Ray Moulton (1872–1952)                                      |
| Müller       | 22 km    | Karl Müller (1866–1942)                                             |
| Murakami     | 45 km    | Harutaro Murakami (1872–1947)                                       |
| Murchison    | 57 km    | Roderick Impey Murchison (1792–1871)                                |
| Mutus        | 77 km    | Vicente Mut Armengol, also Mut i Armengol (circa 1614–1687)         |

## N
| Krater     | Diameter | Eponiem                                             |
| ---------- | -------- | --------------------------------------------------- |
| Nagaoka    | 46 km    | Hantaro Nagaoka (1865–1940)                         |
| Nansen     | 104 km   | Fridtjof Nansen (1861–1930)                         |
| Naonobu    | 34 km    | Naonobu Ajima (circa 1732–1798)                     |
| Nasireddin | 52 km    | Nasir al-Din al-Tusi (1201–1274)                    |
| Nasmyth    | 76 km    | James Nasmyth (1808–1890)                           |
| Nassau     | 76 km    | Jason John Nassau (1893–1965)                       |
| Natasha    | 12 km    | Russische vrouwelijke naam                          |
| Naumann    | 9 km     | Karl Friedrich Naumann (1797–1873)                  |
| Neander    | 50 km    | Michael Neander (1529–1581)                         |
| Nearch     | 75 km    | Nearchus (312 BC)                                   |
| Necho      | 30 km    | Necho II (610–593 BC)                               |
| Nefed'ev   | 40,2 km  | Anatoly Nefed'ev (1910–1976)                        |
| Neison     | 53 km    | Edmund Neville Neison (1849–1940)                   |
| Neper      | 137 km   | John Napier (1550–1617)                             |
| Nernst     | 116 km   | Walther Hermann Nernst (1864–1941)                  |
| Neujmin    | 101 km   | Grigorij N. Neujmin (1885–1946)                     |
| Neumayer   | 76 km    | Georg von Neumayer (1826–1909)                      |
| Newcomb    | 41 km    | Simon Newcomb (1835–1909)                           |
| Newton     | 78 km    | Isaac Newton (1643–1727)                            |
| Nicholson  | 38 km    | Seth Barnes Nicholson (1891–1963)                   |
| Nicolai    | 42 km    | Friedrich Bernhard Gottfried Nicolai (1793–1846)    |
| Nicollet   | 15 km    | Jean Nicholas Nicollet (1788–1843)                  |
| Nielsen    | 9 km     | Axel V. Nielsen (1902–1970)                         |
| Nielsen    | 9 km     | Harald Herborg Nielsen (1903–1973)                  |
| Niepce     | 57 km    | Joseph Nicéphore Niépce (1765–1833)                 |
| Nijland    | 35 km    | Albertus Antonie Nijland (1868–1936)                |
| Nikolayev  | 41 km    | Andriyan G. Nikolayev (1929–2004)                   |
| Nishina    | 65 km    | Yoshio Nishina (1890–1951)                          |
| Nobel      | 48 km    | Alfred B. Nobel (1833–1896)                         |
| Nobile     | 73 km    | Umberto Nobile (1885–1978)                          |
| Nobili     | 42 km    | Leopoldo Nobili (1784–1835)                         |
| Nöggerath  | 30 km    | Johann Jakob Nöggerath (1788–1877)                  |
| Nonius     | 69 km    | Pedro Nunes (Petrus Nonius Salaciencis) (1502–1578) |
| Norman     | 10 km    | Robert Norman (unknown: flourished circa 1590)      |
| Nöther     | 67 km    | Emmy Noether (1882–1935)                            |
| Numerov    | 113 km   | Boris Vasil'evich Numerov (1891–1941)               |
| Nunn       | 19 km    | Joseph Nunn (1905–1968)                             |
| Nušl       | 61 km    | Frantisek Nušl (1867–1925)                          |

## O
| Krater       | Diameter | Eponiem                                      |
| ------------ | -------- | -------------------------------------------- |
| Oberth       | 60 km    | Hermann Oberth (1894–1989)                   |
| Obruchev     | 71 km    | Vladimir Afanasyevich Obruchev (1863–1956)   |
| O'Day        | 71 km    | Marcus O'Day (1897–1961)                     |
| Oenopides    | 67 km    | Oenopides van Chios (circa 500–430 BC)       |
| Oersted      | 42 km    | Hans Christian Ørsted (1777–1851)            |
| Ohm          | 64 km    | Georg Simon Ohm (1789–1854)                  |
| Oken         | 71 km    | Lorenz Ockenfuss (1779–1851)                 |
| Olbers       | 74 km    | Heinrich Wilhelm Matthäus Olbers (1758–1840) |
| Olcott       | 81 km    | William Tyler Olcott (1873–1936)             |
| Olivier      | 69 km    | Charles Pollard Olivier (1884–1975)          |
| Omar Khayyam | 70 km    | Omar Khayyám (circa 1050–1123)               |
| Onizuka      | 29 km    | Ellison Shoji Onizuka (1946–1986)            |
| Opelt        | 48 km    | Friedrich Wilhelm Opelt (1794–1863)          |
| Oppenheimer  | 208 km   | J. Robert Oppenheimer (1904–1967)            |
| Oppolzer     | 40 km    | Theodor von Oppolzer (1841–1886)             |
| Oresme       | 76 km    | Nicole Oresme (circa 1323–1382)              |
| Orlov        | 81 km    | Aleksandr Iakovlevich Orlov (1880–1954)      |
| Orlov        | 81 km    | Sergei Vladimirovich Orlov (1880–1958)       |
| Orontius     | 105 km   | Oronce Finé (1494–1555)                      |
| Osama        | 0,5 km   | Arabische mannelijke naam                    |
| Osiris       | 1 km     | Osiris (Egyptische godin)                    |
| Osman        | 2 km     | Turkse mannelijke naam                       |
| Ostwald      | 104 km   | Wilhelm Ostwald (1853–1932)                  |

## P
| Krater          | Diameter | Eponiem                                                     |
| --------------- | -------- | ----------------------------------------------------------- |
| Palisa          | 33 km    | Johann Palisa (1848–1925)                                   |
| Palitzsch       | 41 km    | Johann Georg Palitzsch (1723–1788)                          |
| Pallas          | 46 km    | Peter Simon Pallas (1741–1811)                              |
| Palmieri        | 40 km    | Luigi Palmieri (1807–1896)                                  |
| Paneth          | 65 km    | Friedrich Adolf Paneth (1887–1958)                          |
| Pannekoek       | 71 km    | Anton Pannekoek (1873–1960)                                 |
| Papaleksi       | 97 km    | Nikolaj Dmitrievich Papaleksi (1880–1947)                   |
| Paracelsus      | 83 km    | Theophrastus Bombastus von Hohenheim (1493–1541)            |
| Paraskevopoulos | 94 km    | John Stefanos Paraskevopoulos (1889–1951)                   |
| Parenago        | 93 km    | Pavel Petrovich Parenago (1906–1960)                        |
| Parkhurst       | 96 km    | John Adelbert Parkhurst (1861–1925)                         |
| Parrot          | 70 km    | Johann Jacob Friedrich Wilhelm Parrot (1792–1840)           |
| Parry           | 47 km    | William Edward Parry (1790–1855)                            |
| Parsons         | 40 km    | John Whiteside Parsons (1913–1952)                          |
| Pascal          | 115 km   | Blaise Pascal (1623–1662)                                   |
| Paschen         | 124 km   | Friedrich Paschen (1865–1940)                               |
| Pasteur         | 224 km   | Louis Pasteur (1822–1895)                                   |
| Patricia        | 5 km     | Engelstalige vrouwelijke naam                               |
| Patsaev         | 55 km    | Viktor Ivanovich Patsayev (1933–1971)                       |
| Pauli           | 84 km    | Wolfgang Pauli (1900–1958)                                  |
| Pavlov          | 148 km   | Ivan Petrovich Pavlov (1849–1936)                           |
| Pawsey          | 60 km    | Joseph Lade Pawsey (1908–1962)                              |
| Peary           | 73 km    | Robert Edwin Peary (1856–1920)                              |
| Pease           | 38 km    | Francis Gladheim Pease (1881–1938)                          |
| Peek            | 12 km    | Bertrand Meigh Peek (1891–1965)                             |
| Peirce          | 18 km    | Benjamin Peirce (1809–1880)                                 |
| Peirescius      | 61 km    | Nicolas-Claude Fabri de Peiresc (1580–1637)                 |
| Pentland        | 56 km    | Joseph Barclay Pentland (1797–1873)                         |
| Perel'man       | 46 km    | Yakov I. Perelman (1882–1942)                               |
| Perepelkin      | 97 km    | Evgenij J. Perepelkin (1906–1940)                           |
| Perkin          | 62 km    | Richard Scott Perkin (1906–1969)                            |
| Perrine         | 86 km    | Charles Dillon Perrine (1867–1951)                          |
| Petavius        | 188 km   | Denis Pétau (1583–1652)                                     |
| Petermann       | 73 km    | August Heinrich Petermann (1822–1878)                       |
| Peters          | 15 km    | Christian August Friedrich Peters (1806–1880)               |
| Petit           | 5 km     | Alexis Thérèse Petit (1771–1820)                            |
| Petrie          | 33 km    | Robert Methven Petrie (1906–1966)                           |
| Petropavlovskiy | 63 km    | Boris Sergeevich Petropavlovskiy (1898–1933)                |
| Petrov          | 49 km    | Evgenij S. Petrov (1900–1942)                               |
| Pettit          | 35 km    | Edison Pettit (1889–1962)                                   |
| Petzval         | 90 km    | Joseph von Petzval (1807–1891)                              |
| Phillips        | 122 km   | John Phillips (1800–1874)                                   |
| Philolaus       | 70 km    | Philolaus van Croton (400 BC)                               |
| Phocylides      | 121 km   | Johannes Phocylides Holwarda (Jan Fokker) (1618–1651)       |
| Piazzi          | 134 km   | Giuseppe Piazzi (1746–1826)                                 |
| Piazzi Smyth    | 13 km    | Charles Piazzi Smyth (1819–1900)                            |
| Picard          | 22 km    | Jean-Felix Picard (1620–1682)                               |
| Piccolomini     | 87 km    | Alessandro Piccolomini (1508–1578)                          |
| Pickering       | 15 km    | Edward Charles Pickering (1846–1919)                        |
| Pickering       | 15 km    | William Henry Pickering (1858–1938)                         |
| Pictet          | 62 km    | Marc-Auguste Pictet-Turretin (1752–1825)                    |
| Pikel'ner       | 47 km    | Solomon Borisovich Pikelner (1921–1975)                     |
| Pilâtre         | 50 km    | Jean-François Pilâtre de Rozier (1756–1785)                 |
| Pingré          | 88 km    | Alexandre Guy Pingré (1711–1796)                            |
| Pirquet         | 65 km    | Baron Guido von Pirquet (1867–1936)                         |
| Pitatus         | 106 km   | Pietro Pitati (circa 1500)                                  |
| Pitiscus        | 82 km    | Bartholemaeus Pitiscus (1561–1613)                          |
| Pizzetti        | 44 km    | Paolo Pizzetti (1860–1918)                                  |
| Plana           | 44 km    | Baron Giovanni Antonio Amedeo Plana (1781–1864)             |
| Planck          | 314 km   | Max Karl Ernst Ludwig Planck (1858–1947)                    |
| Planté          | 37 km    | Gaston Planté (1834–1889)                                   |
| Plaskett        | 109 km   | John Stanley Plaskett (1865–1941)                           |
| Plato           | 109 km   | Plato (circa 428–circa 347 BC)                              |
| Playfair        | 47 km    | John Playfair (1748–1819)                                   |
| Plinius         | 43 km    | Plinius de Oudere (23–79)                                   |
| Plummer         | 73 km    | Henry Crozier Keating Plummer (1875–1946)                   |
| Plutarch        | 68 km    | Plutarchus (circa 46-circa 120)                             |
| Poczobutt       | 195 km   | Martin Odlanicky Poczobutt (1728–1810)                      |
| Pogson          | 50 km    | Norman Robert Pogson (1829–1891)                            |
| Poincaré        | 319 km   | Jules Henri Poincaré (1854–1912)                            |
| Poinsot         | 68 km    | Louis Poinsot (1777–1859)                                   |
| Poisson         | 42 km    | Siméon-Denis Poisson (1781–1840)                            |
| Polybius        | 41 km    | Polybius (circa 204-circa 122 BC)                           |
| Polzunov        | 67 km    | Ivan Ivanovich Polzunov (1728–1766)                         |
| Pomortsev       | 23 km    | Mikhail Mikhailovich Pomortsev (1851–1916)                  |
| Poncelet        | 69 km    | Jean-Victor Poncelet (1788–1867)                            |
| Pons            | 41 km    | Jean-Louis Pons (1761–1831)                                 |
| Pontanus        | 57 km    | Giovanni Gioviani Pontano (1427–1503)                       |
| Pontécoulant    | 91 km    | Philippe Gustave Doulcet, Comte De Pontécoulant (1795–1874) |
| Popov           | 65 km    | Aleksander Stepanovich Popov (1859–1905)                    |
| Popov           | 65 km    | C. Popov (1880–1966)                                        |
| Porter          | 51 km    | Russell Williams Porter (1871–1949)                         |
| Posidonius      | 95 km    | Posidonius (circa 135-circa 51 BC)                          |
| Poynting        | 128 km   | John Henry Poynting (1852–1914)                             |
| Prager          | 60 km    | Richard A. Prager (1884–1945)                               |
| Prandtl         | 91 km    | Ludwig Prandtl (1875–1953)                                  |
| Priestley       | 52 km    | Joseph Priestley (1733–1804)                                |
| Prinz           | 46 km    | Wilhelm Prinz (1857–1910)                                   |
| Priscilla       | 1,8 km   | Latijnse vrouwelijke naam                                   |
| Proclus         | 28 km    | Proclus Diadochus (410–485)                                 |
| Proctor         | 52 km    | Mary Proctor (1862–1957)                                    |
| Protagoras      | 21 km    | Protagoras (circa 481-circa 411 BC)                         |
| Ptolemaeus      | 164 km   | Claudius Ptolemaeus (circa 87–150)                          |
| Puiseux         | 24 km    | Pierre Puiseux (1855–1928)                                  |
| Pupin           | 2 km     | Mihajlo Idvorski Pupin (1858–1935)                          |
| Purbach         | 115 km   | Georg von Peuerbach (1423–1461)                             |
| Purkyne         | 48 km    | Jan Evangelista Purkyne (1787–1869)                         |
| Pythagoras      | 142 km   | Pythagoras (circa 532 BC)                                   |
| Pytheas         | 20 km    | Pytheas (born circa 308 BC)                                 |

## Q
| Krater   | Diameter | Eponiem                                      |
| -------- | -------- | -------------------------------------------- |
| Quetelet | 55 km    | Lambert Adolphe Jacques Quételet (1796–1874) |

## R
| Krater          | Diameter | Eponiem                                           |
| --------------- | -------- | ------------------------------------------------- |
| Rabbi Levi      | 81 km    | Levi Ben Gershon (1288–1344)                      |
| Racah           | 63 km    | Giulio Racah (1909–1965)                          |
| Raimond         | 70 km    | Jean Jacques Raimond, Jr. (1903–1961)             |
| Raman           | 10 km    | Chandrasekhara Venkata Raman (1888–1970)          |
| Ramon           | 17 km    | Ilan Ramon (1954–2003)                            |
| Ramsay          | 81 km    | William Ramsay (1852–1916)                        |
| Ramsden         | 24 km    | Jesse Ramsden (1735–1800)                         |
| Rankine         | 8 km     | William John Macquorn Rankine (1820–1872)         |
| Raspletin       | 48 km    | Aleksandr Andreyevich Raspletin (1908–1967)       |
| Ravi            | 2,5 km   | Indiaanse naam                                    |
| Rayet           | 27 km    | Georges Antoine Pons Rayet (1839–1906)            |
| Rayleigh        | 114 km   | John William Strutt (1842–1919)                   |
| Razumov         | 70 km    | Vladimir Vasil'evich Razumov (1890–1967)          |
| Réaumur         | 52 km    | René Antoine Ferchault de Réaumur (1683–1757)     |
| Recht           | 20 km    | Albert William Recht (1892–1962)                  |
| Regiomontanus   | 108 km   | Regiomontanus (1436–1476)                         |
| Regnault        | 46 km    | Henri Victor Regnault (1810–1878)                 |
| Reichenbach     | 71 km    | Georg von Reichenbach (1772–1826)                 |
| Reimarus        | 48 km    | Nicolai Reymers Baer (circa 1550-circa 1600)      |
| Reiner          | 29 km    | Vincentio Reinieri (?–1648)                       |
| Reinhold        | 42 km    | Erasmus Reinhold (1511–1553)                      |
| Repsold         | 109 km   | Johann Georg Repsold (1770–1830)                  |
| Resnik          | 20 km    | Judith Arlene Resnik (1949–1986)                  |
| Respighi        | 18 km    | Lorenzo Respighi (1824–1890)                      |
| Rhaeticus       | 45 km    | Georg Joachim Rheticus (1514–1576)                |
| Rheita          | 70 km    | Anton Maria Schyrleus de Rheita (circa 1597–1660) |
| Riccioli        | 139 km   | Giovanni Battista Riccioli (1598–1671)            |
| Riccius         | 71 km    | Augustine Riccius (1513)                          |
| Riccius         | 71 km    | Matteo Ricci (1552–1610)                          |
| Ricco           | 65 km    | Annibale Ricco (1844–1911)                        |
| Richards        | 16 km    | Theodore William Richards (1868–1928)             |
| Richardson      | 141 km   | Owen Willans Richardson (1879–1959)               |
| Riedel          | 47 km    | Klaus Riedel (1907–1944)                          |
| Riedel          | 47 km    | Walter Riedel (1902–1968)                         |
| Riemann         | 163 km   | Georg Friedrich Bernhard Riemann (1826–1866)      |
| Ritchey         | 24 km    | George Willis Ritchey (1864–1945)                 |
| Rittenhouse     | 26 km    | David Rittenhouse (1732–1796)                     |
| Ritter          | 29 km    | Karl Ritter (1779–1859)                           |
| Ritter          | 29 km    | Georg August Dietrich Ritter (1826–1908)          |
| Ritz            | 51 km    | Walter Ritz (1878–1909)                           |
| Robert          | 1 km     | Engelstalige mannelijke naam                      |
| Roberts         | 89 km    | Alexander William Roberts (1857–1938)             |
| Roberts         | 89 km    | Sir Isaac Roberts (1829–1904)                     |
| Robertson       | 88 km    | Howard Percy Robertson (1903–1961)                |
| Robinson        | 24 km    | John Thomas Romney Robinson (1792–1882)           |
| Rocca           | 89 km    | Giovanni Antonio Rocca (1607–1656)                |
| Rocco           | 4 km     | Italiaanse mannelijke naam                        |
| Roche           | 160 km   | Édouard Albert Roche (1820–1883)                  |
| Romeo           | 8 km     | Italiaanse mannelijke naam                        |
| Römer           | 39 km    | Ole Rømer (1644–1710)                             |
| Röntgen         | 126 km   | Wilhelm Conrad Röntgen (1845–1923)                |
| Rosa            | 1 km     | Spaanse mannelijke naam                           |
| Rosenberger     | 95 km    | Otto August Rosenberger (1800–1890)               |
| Ross            | 24 km    | James Clark Ross (1800–1862)                      |
| Ross            | 24 km    | Frank Elmore Ross (1874–1966)                     |
| Rosse           | 11 km    | William Parsons ook wel Lord Rosse (1800–1867)    |
| Rosseland       | 75 km    | Svein Rosseland (1894–1985)                       |
| Rost            | 48 km    | Johann Leonhard Rost (1688–1727)                  |
| Rothmann        | 42 km    | Christopher Rothmann (?–1600)                     |
| Rowland         | 171 km   | Henry Augustus Rowland III (1848–1901)            |
| Rozhdestvenskiy | 177 km   | Dmitry Syergeyevich Rozhdestvensky (1876–1940)    |
| Rumford         | 61 km    | Count Rumford (1753–1814)                         |
| Runge           | 38 km    | Carl David Tolmé Runge (1856–1927)                |
| Russell         | 103 km   | Henry Norris Russell (1877–1957)                  |
| Russell         | 103 km   | John Russell (1745–1806)                          |
| Ruth            | 3 km     | Hebreeuwse vrouwelijke naam                       |
| Rutherford      | 13 km    | Ernest Rutherford (1871–1937)                     |
| Rutherfurd      | 48 km    | Lewis Morris Rutherfurd (1816–1892)               |
| Rydberg         | 49 km    | Johannes Robert Rydberg (1854–1919)               |
| Ryder           | 17 km    | Graham Ryder (1949–2002)                          |
| Rynin           | 75 km    | Nikolai Alexsevitch Rynin (1877–1942)             |

## S
| Krater           | Diameter | Eponiem                                                 |
| ---------------- | -------- | ------------------------------------------------------- |
| Sabatier         | 10 km    | Paul Sabatier (1854–1941)                               |
| Sabine           | 30 km    | Edward Sabine (1788–1883)                               |
| Sacrobosco       | 98 km    | Johannes de Sacrobosco (John Holywood, circa 1200–1256) |
| Saenger          | 75 km    | Eugen Saenger (1905–1964)                               |
| Šafarík          | 27 km    | Vojtech Šafarík (1829–1902)                             |
| Saha             | 99 km    | Megh Nad Saha (1893–1956)                               |
| Samir            | 2 km     | Arabische mannelijke naam                               |
| Sampson          | 1 km     | Ralph Allen Sampson (1866–1939)                         |
| Sanford          | 55 km    | Roscoe Frank Sanford (1883–1958)                        |
| Santbech         | 64 km    | Daniel Santbech Noviomagus (unknown-flourished 1561)    |
| Santos-Dumont    | 8 km     | Alberto Santos-Dumont (1873–1932)                       |
| Sarabhai         | 7 km     | Vikram Ambalal Sarabhai (1919–1971)                     |
| Sarton           | 69 km    | George Alfred Léon Sarton (1884–1956)                   |
| Sasserides       | 90 km    | Gellio Sasceride (1562–1612)                            |
| Saunder          | 44 km    | Samuel Arthur Saunder (1852–1912)                       |
| Saussure         | 54 km    | Horace-Bénédict de Saussure (1740–1799)                 |
| Scaliger         | 84 km    | Joseph Justus Scaliger (1540–1609)                      |
| Schaeberle       | 62 km    | John Martin Schaeberle (1853–1924)                      |
| Scheele          | 4 km     | Carl Wilhelm Scheele (1742–1786)                        |
| Scheiner         | 110 km   | Christopher Scheiner (1575–1650)                        |
| Schiaparelli     | 24 km    | Giovanni Virginio Schiaparelli (1835–1910)              |
| Schickard        | 206 km   | Wilhelm Schickard (1592–1635)                           |
| Schiller         | 180 km   | Julius Schiller (flourished 1627)                       |
| Schjellerup      | 62 km    | Hans Carl Frederik Christian Schjellerup (1827–1887)    |
| Schlesinger      | 97 km    | Frank Schlesinger (1871–1943)                           |
| Schliemann       | 80 km    | Heinrich Schliemann (1822–1890)                         |
| Schlüter         | 89 km    | Heinrich Schlüter (1815–1844)                           |
| Schmidt          | 11 km    | Johann Friedrich Julius Schmidt (1825–1884)             |
| Schmidt          | 11 km    | Bernhard Schmidt (1879–1935)                            |
| Schmidt          | 11 km    | Otto Joeljevitsj Schmidt (1891–1956)                    |
| Schneller        | 54 km    | Herbert Schneller (1901–1967)                           |
| Schomberger      | 85 km    | Georg Schomberger (1597–1645)                           |
| Schönfeld        | 25 km    | Eduard Schönfeld (1828–1891)                            |
| Schorr           | 53 km    | Richard Schorr (1867–1951)                              |
| Schrödinger      | 312 km   | Erwin Schrödinger (1887–1961)                           |
| Schröter         | 35 km    | Johann Hieronymus Schröter (1745–1816)                  |
| Schubert         | 54 km    | Theodor von Schubert (1789–1865)                        |
| Schumacher       | 60 km    | Heinrich Christian Schumacher (1780–1850)               |
| Schuster         | 108 km   | Arthur Schuster (1851–1934)                             |
| Schwabe          | 25 km    | Samuel Heinrich Schwabe (1789–1875)                     |
| Schwarzschild    | 212 km   | Karl Schwarzschild (1873–1916)                          |
| Scobee           | 40 km    | Francis Richard Scobee (1939–1986)                      |
| Scoresby         | 55 km    | William Scoresby (1789–1857)                            |
| Scott            | 103 km   | Robert Falcon Scott (1868–1912)                         |
| Seares           | 110 km   | Frederick Hanley Seares (1873–1964)                     |
| Secchi           | 22 km    | Pietro Angelo Secchi (1818–1878)                        |
| Sechenov         | 62 km    | Ivan Mikhailovich Sechenov (1829–1905)                  |
| Seeliger         | 8 km     | Hugo Hans Ritter von Seeliger (1849–1924)               |
| Segers           | 17 km    | Carlos Segers (1900–1967)                               |
| Segner           | 67 km    | Johann Andreas von Segner (1704–1777)                   |
| Seidel           | 62 km    | Philipp Ludwig von Seidel (1821–1896)                   |
| Seleucus         | 43 km    | Seleucus van Seleucia (circa 150 BC)                    |
| Seneca           | 46 km    | Lucius Annaeus Seneca (4 BC–65 AD)                      |
| Seyfert          | 110 km   | Carl Keenan Seyfert (1911–1960)                         |
| Shackleton       | 19 km    | Sir Ernest Henry Shackleton (1874–1922).                |
| Shahinaz         | 15 km    | Turkse vrouwelijke naam                                 |
| Shaler           | 48 km    | Nathaniel Southgate Shaler (1841–1906)                  |
| Shapley          | 23 km    | Harlow Shapley (1885–1972)                              |
| Sharonov         | 74 km    | Vsevolod Vasilievich Sharonov (1901–1964)               |
| Sharp            | 39 km    | Abraham Sharp (1651–1742)                               |
| Shatalov         | 21 km    | Vladimir Shatalov (1927-)                               |
| Shayn            | 93 km    | Grigory Abramovich Shajn (1892–1956)                    |
| Sheepshanks      | 25 km    | Anne Sheepshanks (1789–1876)                            |
| Sherrington      | 18 km    | Sir Charles Scott Sherrington (1856–1952)               |
| Shi Shen         | 43 km    | Shi Shen ( 4de eeuw BC)                                 |
| Shirakatsi       | 51 km    | Anania Shirakatsi (circa 620-circa 685)                 |
| Shoemaker        | 50,9 km  | Eugene Merle Shoemaker (1928–1997)                      |
| Short            | 70 km    | James Short (1710–1768)                                 |
| Shternberg       | 70 km    | Pavel Karlovich Shternberg (Sternberg, 1865–1920)       |
| Shuckburgh       | 38 km    | George Shuckburgh (1751–1804)                           |
| Shuleykin        | 15 km    | Mikhail Vasil'evich Shuleykin (1884–1939)               |
| Siedentopf       | 61 km    | Heinrich Siedentopf (1906–1963)                         |
| Sierpinski       | 69 km    | Waclaw Sierpinski (1882–1969)                           |
| Sikorsky         | 98 km    | Igor Ivanovich Sikorsky (1889–1972)                     |
| Silberschlag     | 13 km    | Johann Esaias Silberschlag (1721–1791)                  |
| Simpelius        | 70 km    | Hugh Sempill (1596–1654)                                |
| Sinas            | 11 km    | Simon Sinas (1810–1876)                                 |
| Sirsalis         | 42 km    | Gerolamo Sersale (1584–1654)                            |
| Sisakyan         | 34 km    | Norajr Martirosovich Sisakyan (1907–1966)               |
| Sita             | 2 km     | (Indian female name)                                    |
| Sklodowska       | 127 km   | Maria Sklodowska-Curie (1867–1934)                      |
| Slipher          | 69 km    | Earl Charles Slipher (1883–1964)                        |
| Slipher          | 69 km    | Vesto Melvin Slipher (1875–1969)                        |
| Slocum           | 13 km    | Frederick Slocum (1873–1944)                            |
| Smith            | 34 km    | Michael John Smith (1945–1986)                          |
| Smithson         | 5 km     | James Smithson (1765–1829)                              |
| Smoluchowski     | 83 km    | Marian Smoluchowski (1872–1917)                         |
| Snellius         | 82 km    | Willebrord Snell (1591–1626)                            |
| Sniadecki        | 43 km    | Jan Sniadecki (1756–1830)                               |
| Soddy            | 42 km    | Frederick Soddy (1877–1956)                             |
| Somerville       | 15 km    | Mary Fairfax Somerville (1780–1872)                     |
| Sommerfeld       | 169 km   | Arnold Johannes Wilhelm Sommerfeld (1868–1951)          |
| Sömmering        | 28 km    | Samuel Thomas Sömmering (1755–1830)                     |
| Soraya           | 2 km     | Perzische vrouwelijke naam                              |
| Sosigenes        | 17 km    | Sosigenes van Alexandrië (46 BC)                        |
| South            | 104 km   | James South (1785–1867)                                 |
| Spallanzani      | 32 km    | Lazzaro Spallanzani (1729–1799)                         |
| Spencer Jones    | 85 km    | Sir Harold Spencer Jones (1890–1960)                    |
| Spörer           | 27 km    | Friederich Wilhelm Gustav Spörer (1822–1895)            |
| Spurr            | 13 km    | Josiah Edward Spurr (1870–1950)                         |
| St. John         | 68 km    | Charles Edward St. John (1857–1935)                     |
| Stadius          | 69 km    | Johannes Stadius (1527–1579)                            |
| Stark            | 49 km    | Johannes Stark (1874–1957)                              |
| Stearns          | 36 km    | Carl Leo Stearns (1892–1972)                            |
| Stebbins         | 131 km   | Joel Stebbins (1878–1966)                               |
| Stefan           | 125 km   | Jožef Štefan (1835–1893)                                |
| Stein            | 33 km    | Johan Willem Jakob Antoon Stein (1871–1951)             |
| Steinheil        | 67 km    | Karl August von Steinheil (1801–1870)                   |
| Steklov          | 36 km    | Vladimir Andreevich Steklov (1864–1926)                 |
| Stella           | 1 km     | (Latin female name)                                     |
| Steno            | 31 km    | Nicolaus Steno (1638–1686)                              |
| Sternfeld        | 100 km   | Ary Abramovich Sternfeld (1905–1980)                    |
| Stetson          | 64 km    | Harlan True Stetson (1885–1964)                         |
| Stevinus         | 74 km    | Simon Stevin (1548–1620)                                |
| Stewart          | 13 km    | John Quincy Stewart (1894–1972)                         |
| Stiborius        | 43 km    | Andreas Stoberl (1465–1515)                             |
| Stöfler          | 126 km   | Johannes Stöffler (1452–1531)                           |
| Stokes           | 51 km    | Sir George Gabriel Stokes (1819–1903)                   |
| Stoletov         | 42 km    | Aleksandr Grigorievich Stoletov (1839–1896)             |
| Stoney           | 45 km    | George Johnstone Stoney (1826–1911)                     |
| Störmer          | 69 km    | Fredrik Carl Mülertz Störmer (1874–1957)                |
| Strabo           | 55 km    | Strabo (54 BC–24 AD)                                    |
| Stratton         | 70 km    | Frederick John Marrion Stratton (1881–1960)             |
| Street           | 57 km    | Thomas Street (1621–1689)                               |
| Strömgren        | 61 km    | Elis Strömgren (1870–1947)                              |
| Struve           | 164 km   | Otto Wilhelm von Struve (1819–1905)                     |
| Struve           | 164 km   | Otto Struve (1897–1963)                                 |
| Struve           | 164 km   | Friedrich Georg Wilhelm von Struve (1793–1864)          |
| Subbotin         | 67 km    | Mikhail Fedorovich Subbotin (1893–1966)                 |
| Suess            | 8 km     | Eduard Suess (1831–1914)                                |
| Sulpicius Gallus | 12 km    | Gaius Sulpicius Gallus (circa 166 BC)                   |
| Sumner           | 50 km    | Thomas Hubbard Sumner (1807–1876)                       |
| Sundman          | 40 km    | Karl Fritiof Sundman (1873–1949)                        |
| Susan            | 1 km     | Engelstalige vrouwelijke naam                           |
| Svedberg         | 14,4 km  | Theodor Svedberg (1884–1971)                            |
| Sverdrup         | 35 km    | Otto Sverdrup (1855–1930)                               |
| Swann            | 42 km    | William Francis Gray Swann (1884–1962)                  |
| Swasey           | 23 km    | Ambrose Swasey (1846–1937)                              |
| Swift            | 10 km    | Lewis A. Swift (1820–1913)                              |
| Sylvester        | 58 km    | James Joseph Sylvester (1814–1897)                      |
| Szilard          | 122 km   | Leó Szilárd (1898–1964)                                 |

## T
| Krater          | Diameter | Eponiem                                          |
| --------------- | -------- | ------------------------------------------------ |
| T. Mayer        | 33 km    | Tobias Mayer (1723–1762)                         |
| Tacchini        | 40 km    | Pietro Tacchini (1838–1905)                      |
| Tacitus         | 39 km    | Cornelius Tacitus (circa 55–120)                 |
| Tacquet         | 7 km     | André Tacquet (1612–1660)                        |
| Taizo           | 6 km     | Japanse mannelijke naam                          |
| Talbot          | 11 km    | William Henry Fox Talbot (1800–1877)             |
| Tamm            | 38 km    | Igor Tamm (1895–1971)                            |
| Tannerus        | 28 km    | Adam Tanner (1572–1632)                          |
| Taruntius       | 56 km    | Lucius Taruntius Firmanus (flourished 86 BC)     |
| Taylor          | 42 km    | Brook Taylor (1685–1731)                         |
| Tebbutt         | 31 km    | John Tebbutt (1834–1916)                         |
| Teisserenc      | 62 km    | Léon Philippe Teisserenc de Bort (1855–1913)     |
| Tempel          | 45 km    | Ernst Wilhelm Leberecht Tempel (1821–1889)       |
| Ten Bruggencate | 59 km    | Paul ten Bruggencate (1901–1961)                 |
| Tereshkova      | 31 km    | Valentina Tereshkova (1937-)                     |
| Tesla           | 43 km    | Nikola Tesla (1856–1943)                         |
| Thales          | 31 km    | Thales van Milete (circa 636–546 BC)             |
| Theaetetus      | 24 km    | Theaetetus (circa 380 BC)                        |
| Thebit          | 56 km    | Thabit ibn Qurra (826–901)                       |
| Theiler         | 7 km     | Max Theiler (1899–1972)                          |
| Theon Junior    | 17 km    | Theon van Alexandrië (circa 380)                 |
| Theon Senior    | 18 km    | Theon van Smyrna (circa 100)                     |
| Theophilus      | 110 km   | Theophilus (AD 412)                              |
| Theophrastus    | 9 km     | Theophrastus (372–287 BC)                        |
| Thiel           | 32 km    | Walter Thiel (1910–1943)                         |
| Thiessen        | 66 km    | Georg Heinrich Thiessen (1914–1961)              |
| Thomson         | 117 km   | Joseph John Thomson (1856–1940)                  |
| Tikhomirov      | 65 km    | Nikolaj Ivanovich Tikhomirov (1860–1930)         |
| Tikhov          | 83 km    | Gavriil Adrianovich Tikhov (1875–1960)           |
| Tiling          | 38 km    | Reinhold Tiling (1890–1933)                      |
| Timaeus         | 32 km    | Timaeus (circa 400 BC)                           |
| Timiryazev      | 53 km    | Kliment Arkadyevich Timiryazev (1843–1920)       |
| Timocharis      | 33 km    | Timocharis (circa 280 BC)                        |
| Tiselius        | 53 km    | Arne Wilhelm Kaurin Tiselius (1902–1971)         |
| Tisserand       | 36 km    | François Félix Tisserand (1845–1896)             |
| Titius          | 73 km    | Johann Daniel Titius (1729–1796)                 |
| Titov           | 31 km    | Gherman Titov (1935–2000)                        |
| Tolansky        | 13 km    | Samuel Tolansky (1907–1973)                      |
| Torricelli      | 22 km    | Evangelista Torricelli (1608–1647)               |
| Toscanelli      | 7 km     | Paolo dal Pozzo Toscanelli (1397–1482)           |
| Townley         | 18 km    | Sidney Dean Townley (1867–1946)                  |
| Tralles         | 43 km    | Johann Georg Tralles (1763–1822)                 |
| Triesnecker     | 26 km    | Franz de Paula Triesnecker (1745–1817)           |
| Trouvelot       | 9 km     | Étienne Léopold Trouvelot (1827–1895)            |
| Trumpler        | 77 km    | Robert Julius Trumpler (1866–1956)               |
| Tsander         | 181 km   | Friedrich Arturowitsch Zander (1887–1933)        |
| Tseraskiy       | 56 km    | Vitol'd Karlovic Tseraskiy (Ceraski) (1849–1925) |
| Tsinger         | 44 km    | Nikolaj Yakovlevich Tsinger (1842–1918)          |
| Tsiolkovskiy    | 185 km   | Konstantin Eduardovich Tsiolkovsky (1857–1935)   |
| Tsu Chung-Chi   | 28 km    | Zu Chongzhi (430–501)                            |
| Tucker          | 7 km     | Richard Hawley Tucker (1859–1952)                |
| Turner          | 11 km    | Herbert Hall Turner (1861–1930)                  |
| Tycho           | 102 km   | Tycho Brahe (1546–1601)                          |
| Tyndall         | 18 km    | John Tyndall (1820–1893)                         |

## U
| Krater      | Diameter | Eponiem                            |
| ----------- | -------- | ---------------------------------- |
| Ukert       | 23 km    | Friedrich August Ukert (1780–1851) |
| Ulugh Beigh | 54 km    | Ulug Bey (1394–1449)               |
| Urey        | 38 km    | Harold Urey (1893–1981)            |

## V
| Krater         | Diameter | Eponiem                                                       |
| -------------- | -------- | ------------------------------------------------------------- |
| Väisälä        | 8 km     | Yrjö Väisälä (1891–1971)                                      |
| Valier         | 67 km    | Max Valier (1895–1930)                                        |
| van Albada     | 21 km    | Gale Bruno van Albada (1912–1972)                             |
| Van Biesbroeck | 9 km     | George Van Biesbroeck (1880–1974)                             |
| Van de Graaff  | 233 km   | Robert Van de Graaff (1901–1967)                              |
| Van den Bergh  | 42 km    | George van den Bergh (1890–1966)                              |
| van den Bos    | 22 km    | Willem Hendrik van den Bos (1896–1974)                        |
| Van der Waals  | 104 km   | Johannes Diderik van der Waals (1837–1923)                    |
| Van Gent       | 43 km    | Hendrik Van Gent (1900–1947)                                  |
| Van Maanen     | 60 km    | Adriaan van Maanen (1884–1946)                                |
| van Rhijn      | 46 km    | Pieter Johannes van Rhijn (1886–1960)                         |
| Van Vleck      | 31 km    | John Monroe Van Vleck (1833–1912)                             |
| Van Wijk       | 32 km    | Uco van Wijk (1924–1966)                                      |
| van't Hoff     | 92 km    | Jacobus van 't Hoff (1852–1911)                               |
| Vasco da Gama  | 83 km    | Vasco da Gama (1469–1524)                                     |
| Vashakidze     | 44 km    | Mikheil Alexandres dze Vashakidze (1909–1956)                 |
| Vavilov        | 98 km    | Nikolaj Vavilov (1887–1943)                                   |
| Vavilov        | 98 km    | Sergej Vavilov (1891–1951)                                    |
| Vega           | 75 km    | Jurij Vega (1754–1802)                                        |
| Vendelinus     | 131 km   | Govaert Wendelen (1580–1667)                                  |
| Vening Meinesz | 87 km    | Felix Andries Vening Meinesz (1887–1966)                      |
| Ventris        | 95 km    | Michael George Francis Ventris (1922–1956)                    |
| Vera           | 2 km     | Latijnse vrouwelijke naam                                     |
| Vernadskiy     | 91 km    | Vladimir Ivanovich Vernadsky (1863–1945)                      |
| Verne          | 2 km     | (Jules Verne)                                                 |
| Vertregt       | 187 km   | Marinus Vertregt (1897–1973)                                  |
| Very           | 5 km     | Frank Washington Very (1852–1927)                             |
| Vesalius       | 61 km    | Andreas Vesalius (1514–1564)                                  |
| Vestine        | 96 km    | Ernest Harry Vestine (1906–1968)                              |
| Vetchinkin     | 98 km    | Vladimir Petrovich Vetchinkin (1888–1950)                     |
| Vieta          | 87 km    | François Viète (1540–1603)                                    |
| Vil'ev         | 45 km    | Mikhail Anatol'evich Vil'ev (1893–1919)                       |
| Virchow        | 16 km    | Rudolf Ludwig Karl Virchow (1821–1902)                        |
| Virtanen       | 44 km    | Artturi Ilmari Virtanen (1895–1973)                           |
| Vitello        | 42 km    | Erazmus Ciolek Witelo (1210–1285)                             |
| Vitruvius      | 29 km    | Marcus Pollio Vitruvius (circa 25 BC)                         |
| Viviani        | 26 km    | Vincenzo Viviani (1622–1703)                                  |
| Vlacq          | 89 km    | Adriaan Vlacq (circa 1600–1667)                               |
| Vogel          | 26 km    | Hermann Carl Vogel (1841–1907)                                |
| Volkov         | 40 km    | Vladislav Nikolayevich Volkov (1935–1971)                     |
| Volta          | 123 km   | Count Alessandro Giuseppe Antonio Anastasio Volta (1745–1827) |
| Volterra       | 52 km    | Vito Volterra (1860–1940)                                     |
| von Baeyer     | 13,8 km  | Adolf von Baeyer (1835–1917)                                  |
| von Behring    | 38 km    | Emil Adolf von Behring (1854–1917)                            |
| von Békésy     | 96 km    | Georg von Békésy (1899–1972)                                  |
| von Braun      | 60 km    | Wernher von Braun (1912–1977)                                 |
| Von der Pahlen | 56 km    | Baron Emanuel von der Pahlen (1882–1952)                      |
| Von Kármán     | 180 km   | Theodore von Kármán (1881–1963)                               |
| Von Neumann    | 78 km    | John Von Neumann (1903–1957)                                  |
| Von Zeipel     | 83 km    | Edvard Hugo von Zeipel (1873–1959)                            |
| Voskresenskiy  | 49 km    | Leonid Alexandrovich Voskresenskiy (1913–1965)                |

## W
| Krater         | Diameter | Eponiem                                           |
| -------------- | -------- | ------------------------------------------------- |
| W. Bond        | 156 km   | William Cranch Bond (1789–1859)                   |
| Walker         | 32 km    | Joseph Walker (1921–1966)                         |
| Wallace        | 26 km    | Alfred Russel Wallace (1823–1913)                 |
| Wallach        | 6 km     | Otto Wallach (1847–1931)                          |
| Walter         | 1 km     | Duitse mannelijke naam                            |
| Walther        | 128 km   | Bernhard Walther (1430–1504)                      |
| Wan-Hoo        | 52 km    | Wan Hu                                            |
| Wapowski       | 11,6 km  | Bernard Wapowski (1450–1535)                      |
| Wargentin      | 84 km    | Pehr Vilhelm Wargentin (1717–1783)                |
| Warner         | 35 km    | Worcester Reed Warner (1846–1929)                 |
| Waterman       | 76 km    | Alan Tower Waterman (1892–1967)                   |
| Watson         | 62 km    | James Craig Watson (1838–1880)                    |
| Watt           | 66 km    | James Watt (1736–1819)                            |
| Watts          | 15 km    | Chester Burleigh Watts (1889–1971)                |
| Webb           | 21 km    | Thomas William Webb (1806–1885)                   |
| Weber          | 42 km    | Wilhelm Eduard Weber (1804–1891)                  |
| Wegener        | 88 km    | Alfred Lothar Wegener (1880–1930)                 |
| Weierstrass    | 33 km    | Karl Weierstrass (1815–1897)                      |
| Weigel         | 35 km    | Erhard Weigel (1625–1699)                         |
| Weinek         | 32 km    | Ladislaus Weinek (1848–1913)                      |
| Weiss          | 66 km    | Edmund Weiss (1837–1917)                          |
| Werner         | 70 km    | Johann Werner (1468–1528)                         |
| Wexler         | 51 km    | Harry Wexler (1911–1962)                          |
| Weyl           | 108 km   | Hermann Weyl (1885–1955)                          |
| Whewell        | 13 km    | William Whewell (1794–1866)                       |
| Whipple        | 15,7 km  | Fred Lawrence Whipple (1906–2004)                 |
| White          | 39 km    | Edward Higgins White, II (1930–1967)              |
| Wichmann       | 10 km    | Moritz Ludwig George Wichmann (1821–1859)         |
| Widmannstätten | 46 km    | Alois von Beckh-Widmannstätten (1753–1849)        |
| Wiechert       | 41 km    | Emil Johann Wiechert (1861–1928)                  |
| Wiener         | 120 km   | Norbert Wiener (1894–1964)                        |
| Wildt          | 11 km    | Rupert Wildt (1905–1976)                          |
| Wilhelm        | 106 km   | Willem IV van Hessen-Kassel (1532–1592)           |
| Wilkins        | 57 km    | Hugh Percy Wilkins (1896–1960)                    |
| Williams       | 36 km    | Arthur Stanley Williams (1861–1938)               |
| Wilsing        | 73 km    | Johannes Wilsing (1856–1943)                      |
| Wilson         | 69 km    | Alexander Wilson (1714–1786)                      |
| Wilson         | 69 km    | Charles Thomson Rees Wilson (1869–1959)           |
| Wilson         | 69 km    | Ralph Elmer Wilson (1886–1960)                    |
| Winkler        | 22 km    | Johannes Winkler (1897–1947)                      |
| Winlock        | 64 km    | Joseph Winlock (1826–1875)                        |
| Winthrop       | 17 km    | John Winthrop (1714–1779)                         |
| Wöhler         | 27 km    | Friedrich Wöhler (1800–1882)                      |
| Wolf           | 25 km    | Maximilian Wolf (1863–1932)                       |
| Wollaston      | 10 km    | William Hyde Wollaston (1766–1828)                |
| Woltjer        | 46 km    | Jan Woltjer (astronoom) (1891–1946)               |
| Wood           | 78 km    | Robert Williams Wood (1868–1955)                  |
| Wright         | 39 km    | Frederick Eugene Wright (1877–1953)               |
| Wright         | 39 km    | Thomas Wright (astronoom) (1711–1786)             |
| Wright         | 39 km    | William Hammond Wright (1871–1959)                |
| Wróblewski     | 21 km    | Zygmunt Wróblewski (1845–1888)                    |
| Wrottesley     | 57 km    | John Wrottesley, 2nd Baron Wrottesley (1798–1867) |
| Wurzelbauer    | 88 km    | Johann Philipp von Wurzelbauer (1651–1725)        |
| Wyld           | 93 km    | James Hart Wyld (1913–1953)                       |

## X
| Krater     | Diameter | Eponiem                 |
| ---------- | -------- | ----------------------- |
| Xenophanes | 125 km   | Xenophanes (570–480 BC) |
| Xenophon   | 25 km    | Xenophon (427–355 BC)   |

## Y
| Krater     | Diameter | Eponiem                                     |
| ---------- | -------- | ------------------------------------------- |
| Yablochkov | 99 km    | Pavel Nikolayevich Yablochkov (1847–1894)   |
| Yakovkin   | 37 km    | Avenir Aleksandrovitsj Jakovkin (1887–1974) |
| Yamamoto   | 76 km    | Issei Yamamoto (1889–1959)                  |
| Yangel'    | 8 km     | Mikhail Kuzmich Yangel' (1911–1971)         |
| Yerkes     | 36 km    | Charles Tyson Yerkes (1837–1905)            |
| Yoshi      | 1 km     | Japanse mannelijke naam                     |
| Young      | 71 km    | Thomas Young (1773–1829)                    |

## Z
| Krater      | Diameter | Eponiem                                          |
| ----------- | -------- | ------------------------------------------------ |
| Zach        | 70 km    | Franz Xaver von Zach (1754–1832)                 |
| Zagut       | 84 km    | Abraham Ben Samuel Zagut (circa 1450-circa 1522) |
| Zähringer   | 11 km    | Joseph Zähringer (1929–1970)                     |
| Zanstra     | 42 km    | Herman Zanstra (1894–1972)                       |
| Zasyadko    | 11 km    | Alexander Dmitrievich Zasyadko (1779–1837)       |
| Zeeman      | 190 km   | Pieter Zeeman (1865–1943)                        |
| Zelinskiy   | 53 km    | Nikolay Dimitrievich Zelinskiy (1860–1953)       |
| Zeno        | 65 km    | Zeno van Citium (circa 335–263 BC)               |
| Zernike     | 48 km    | Frits Zernike (1888–1966)                        |
| Zhang Yuzhe | 35 km    | Zhang Yuzhe (1902–1986)                          |
| Zhiritskiy  | 35 km    | Georgiy Sergeevich Zhiritskiy (1893–1966)        |
| Zhukovskiy  | 81 km    | Nikolaj Zjoekovski (1847–1921)                   |
| Zinner      | 4 km     | Ernst Zinner (1886–1970)                         |
| Zöllner     | 47 km    | Johann Karl Friedrich Zöllner (1834–1882)        |
| Zsigmondy   | 65 km    | Richard Adolf Zsigmondy (1865–1929)              |
| Zucchius    | 64 km    | Niccolò Zucchi (1586–1670)                       |
| Zupus       | 38 km    | Giovanni Battista Zupi (circa 1590–1650)         |
| Zwicky      | 150 km   | Fritz Zwicky (1898–1974)                         |